# De la naturaleza de las cosas
De la naturaleza de las cosas o Sobre la naturaleza de las cosas (en latín, Dē rērum natūra) es un poema filosófico-didáctico, incluible en el género literario de los periphyseos o poemas sobre el estudio de la naturaleza elaborados por filósofos griegos, principalmente atomistas, escrito en el siglo I a. C. en hexámetros latinos por el romano Tito Lucrecio Caro.
Dividido en seis libros, proclama la realidad del universo e intenta liberar al hombre de su temor a la muerte y a los dioses. Dedicado al noble Cayo Memio, Lucrecio expone las doctrinas filosóficas del epicureísmo, la física atomista de Demócrito y la filosofía ética hedonista de Epicuro a través del lenguaje poético y las metáforas. El universo descrito en el poema opera de acuerdo con estos principios físicos, guiado por fortuna ("azar"), y no por la intervención divina de las deidades romanas tradicionales. Constituye posiblemente la mayor obra de la poesía de Roma y, sin duda, uno de los mayores intentos destinados a la comprensión de la realidad del mundo y de lo humano.
Los tres primeros libros tratan del ser y la nada, en cuanto conceptos, de la materia y el espacio y los átomos con sus movimientos. Se abordan temas tales como la infinitud del universo, la regularidad de sus procesos y la naturaleza del espíritu y de la mente, explicados como sustancias materiales sujetas a la mortalidad o, más bien, la disolución. Los tres últimos libros explican desde el materialismo y la teoría atómica, la naturaleza de los astros, las fuerzas de la naturaleza, los sentidos, la reproducción, la atracción sexual y las enfermedades. El estado del poema sugiere que está inacabado, y los datos de la historia afirman que fue ordenado y editado tras el fallecimiento o suicidio de su autor por Marco Tulio Cicerón.

## Trasfondo
Para el filósofo griego Epicuro, la infelicidad y la degradación de los humanos surgían en gran medida del temor que albergaban ante el poder de las deidades, del terror a su ira. Se suponía que esta ira se manifestaba por las desgracias infligidas en esta vida y por las eternas torturas que sufrían los culpables en un estado futuro (o, cuando estos sentimientos no estaban fuertemente desarrollados, por un vago temor de tristeza y miseria después de la muerte). Epicuro, por lo tanto, se propuso eliminar estos temores y, por lo tanto, establecer la tranquilidad en las mentes de sus lectores. Para ello, Epicuro invocó el atomismo de Demócrito para demostrar que el universo material no estaba formado por un Ser Supremo, sino por la mezcla de partículas elementales que habían existido desde toda la eternidad regidas por ciertas leyes simples. Argumentaba que las deidades (cuya existencia no negaba) vivían eternamente en el goce de la paz absoluta —ajenas a todas las pasiones, deseos y temores que afectan a los humanos— y totalmente indiferentes al mundo y sus habitantes, indiferentes por igual a sus virtudes y sus crímenes. Esto significaba que los humanos no tenían nada que temer de ellos.
La tarea de Lucrecio era exponer claramente y desarrollar completamente estos puntos de vista en una forma atractiva; su obra fue un intento de mostrar a través de la poesía que todo en la naturaleza puede ser explicado por leyes naturales, sin necesidad de la intervención de seres divinos. Lucrecio identifica lo sobrenatural con la noción de que las deidades crearon nuestro mundo o interfieren con sus operaciones de alguna manera. Argumenta contra el miedo a tales deidades demostrando, a través de observaciones y argumentos, que las operaciones del mundo pueden explicarse en términos de fenómenos naturales. Estos fenómenos son el resultado de movimientos e interacciones regulares, pero sin propósito, de pequeños átomos en el espacio vacío.

## Propósito del poema

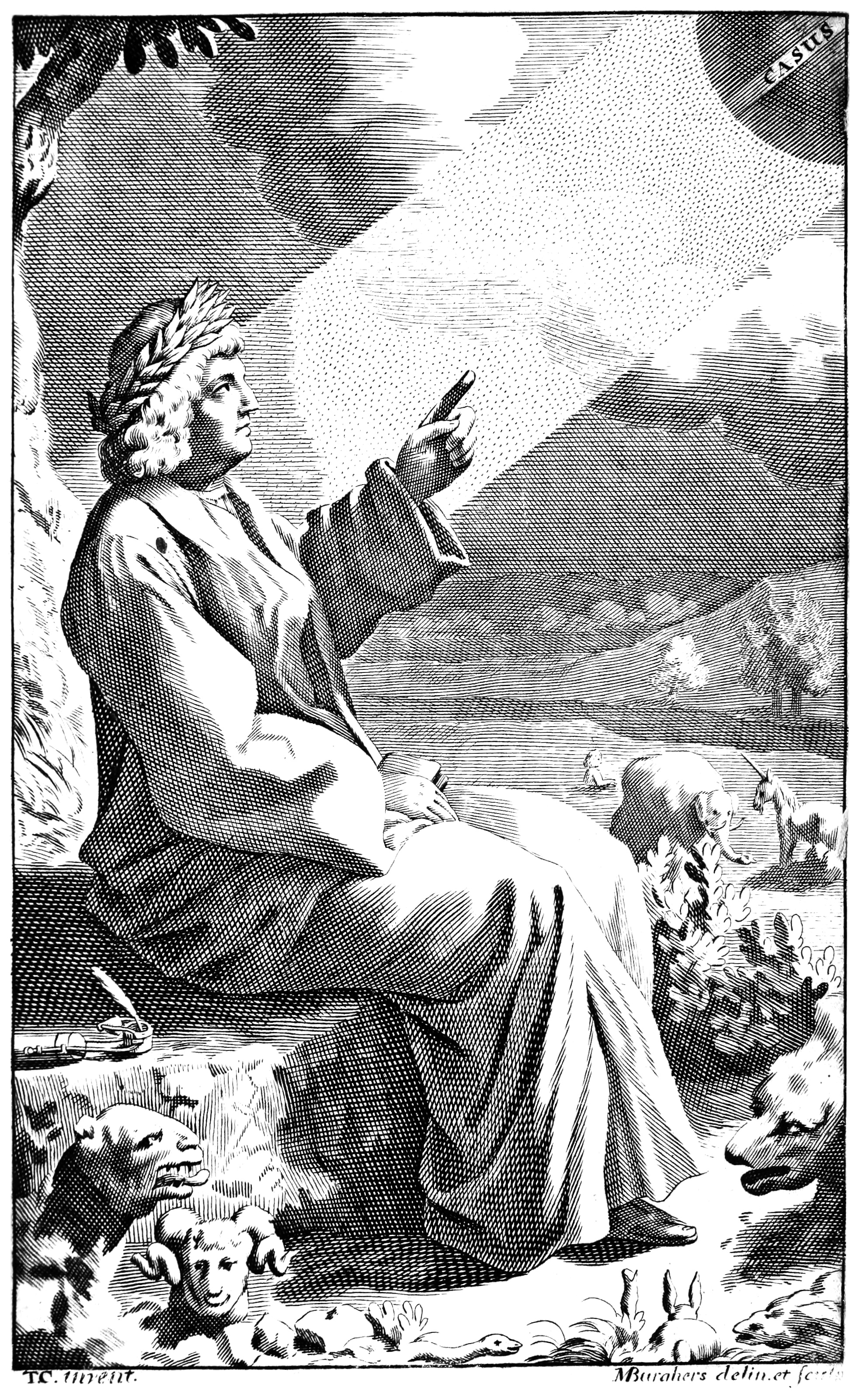
Lucrecio señalando el casus, el movimiento descendente de los átomos. Frontispicio a De la naturaleza de las cosas, 1682.

Lucrecio escribió este poema épico a "Memio", que puede ser Cayo Memio, quien en el 58 a. C. era un pretor, un funcionario judicial que decidía controversias entre los ciudadanos y el gobierno. Hay más de una docena de referencias a "Memio" esparcidas a lo largo del largo poema en una variedad de contextos en la traducción, como "Memio mío", "mi Memio" e "ilustre Memio". Según las frecuentes afirmaciones de Lucrecio en su poema, el objetivo principal de la obra era liberar la mente de Cayo Memio de lo sobrenatural y del miedo a la muerte, e inducirlo a un estado de ataraxia exponiendo el sistema filosófico de Epicuro, a quien Lucrecio glorifica como el héroe de su poema épico. "Lucrecio deja en claro que su objetivo principal no es tanto mostrar sus propios talentos como representar con precisión en una forma adecuadamente sublime. estilo la gloriosa filosofía de su maestro".
Sin embargo, el propósito del poema está sujeto a un debate académico en curso. Lucrecio se refiere a Memio por su nombre cuatro veces en el primer libro, tres veces en el segundo, cinco en el quinto y nada en los libros tercero, cuarto o sexto. En relación con esta discrepancia en la frecuencia de la referencia de Lucrecio al tema aparente de su poema, Kannengiesse avanza la teoría de que Lucrecio escribió la primera versión de De rerum natura para el lector en general, y posteriormente la revisó para escribirla para Memio. Sin embargo, el nombre de Memio es fundamental para varios versos críticos del poema y, por lo tanto, esta teoría ha sido desacreditada en gran medida. Los clasicistas alemanes Ivo Bruns y Samuel Brandt expusieron una teoría alternativa de que Lucrecio al principio escribió el poema pensando en Memio, pero que su entusiasmo por su patrón se enfrió con el tiempo. Stearns sugiere que esto se debe a que Memio incumplió su promesa de pagar la construcción de una nueva escuela en el sitio de la antigua escuela epicúrea. Memio también fue tribuno en el año 66, pretor en el 58, gobernador de Bitinia en el 57, y fue candidato al consulado en el 54, pero fue descalificado por soborno, y Stearns sugiere que la cálida relación entre patrón y cliente puede haberse enfriado (sed tua me virtus tamen et sperata voluptas / suavis amicitiae quemvis efferre laborem, "Pero aún así tu mérito, y como espero, la alegría / De nuestra dulce amistad, me impulsan a cualquier trabajo").
Hay una cierta ironía en el poema, a saber, que mientras Lucrecio ensalza la virtud de la escuela de pensamiento epicúrea, el mismo Epicuro había aconsejado a sus acólitos que no escribieran poesía porque creía que eso hacía que lo simple fuera demasiado complicado. Cerca del final de su primer libro, Lucrecio defiende su fusión de epicureísmo y poesía con un símil, argumentando que la filosofía que defiende es como una medicina: salva vidas pero a menudo es desagradable. La poesía, por otro lado, es como la miel, en el sentido de que es "un edulcorante que endulza la amarga medicina de la filosofía epicúrea y atrae a la audiencia a tragarla". (Cabe destacar que Lucrecio repite estas 25 líneas, casi palabra por palabra, en la introducción del cuarto libro). Tim O'Keefe argumenta que lo original del poema no son los argumentos de Lucrecio, que serían de fuentes epicúreas anteriores, sino la forma retórica y los métodos de persuasión que Lucrecio usa, "tales como apelar a las emociones, redesplegar poderosos tropos culturales y ridiculizar".

## Estructura del poema
- Libro I: finalidad de la doctrina epicúrea, análisis del principio "de la nada, nada se origina", teoría del átomo y del vacío.
- Libro II: origen del Universo mediante las combinaciones atómicas producidas por la caída de los átomos. Teoría del clinamen.
- Libro III: doctrina sobre el alma. Distingue entre animus, principio intelectivo humano, y anima, principio exclusivamente vital.
- Libro IV: teoría de la sensación; análisis de los simulacra (los eidola de Epicuro). Crítica del escepticismo; los sentidos como fuente de verdad. Negación del finalismo en la naturaleza.[16]
- Libro V: de contenido cosmológico. Origen del Universo; estudio de los astros; análisis de la vida vegetal y animal; exposición de la evolución de la civilización humana.
- Libro VI: continuación del anterior. Estudio de los fenómenos atmosféricos y las causas de las enfermedades. Termina con la descripción de la peste de Atenas, uno de los pasajes más perfectos de la literatura universal.[17]

El estado del poema tal como existe actualmente sugiere que fue publicado en un estado inacabado. Por ejemplo, el poema concluye bastante abruptamente mientras detalla la Plaga de Atenas, hay pasajes redundantes a lo largo (por ejemplo, I.820–821 y II.1015–1016) junto con otros "cabos sueltos" estéticos, y en V.155 Lucrecio menciona que él pasar mucho tiempo discutiendo la naturaleza de los dioses, lo que nunca sucede. Algunos han sugerido que Lucrecio murió antes de poder editar, finalizar y publicar su trabajo. El orden de composición de los libros también es un tema discutido. El estudio del poema ha llegado a la sugerencia de que el poema está incompleto, ya que Lucrecio no trata a fondo en su obra la ética, tema central del epicureísmo, no más allá que junto con las demostraciones de principios físicos. La opinión dominante sostiene que como máximo solo le falta al poema la conclusión del libro VI. Tampoco hay "prueba definitiva alguna que demuestre que el autor hubiese concebido en algún momento un ordenamiento de sus libros diferente al que nos ha llegado". David Sedley sostiene que Lucrecio siguió el orden de los temas que Epicuro adoptó en Sobre la naturaleza para argumentar en contra del Timeo de Platón punto por punto, pero el libro quinto "indica que Lucrecio estaba planeando trasladar la astronomía después de la prehistoria y así evitar la incómoda interrupción entre cosmogonía y zoogonía". El tema de la astronomía seguida de la cosmogonía puede tener origen presocrático como en Leucipo o Parménides.

## Sinopsis
El poema consta de seis libros sin título, en hexámetro dactílico. Los tres primeros libros dan cuenta fundamental del ser y la nada, la materia y el espacio, los átomos y su movimiento, la infinitud del universo tanto en el tiempo como en el espacio, la regularidad de la reproducción (sin prodigios, todo en su propio hábitat), la naturaleza de la mente (animus, pensamiento director) y el espíritu (anima, sensibilidad) como entidades corporales materiales, y su mortalidad, ya que, según Lucrecio, ellos y sus funciones (conciencia, dolor) terminan con los cuerpos que los contienen y con que están entretejidos. Los tres últimos libros dan una explicación atómica y materialista de fenómenos que preocupan a la reflexión humana, como la visión y los sentidos, el sexo y la reproducción, las fuerzas naturales y la agricultura, los cielos y la enfermedad.

#### Libro I
La forma de estos átomos, sus movimientos, las leyes bajo las cuales se combinan y asumen formas y cualidades apreciables por los sentidos, con otras cuestiones preliminares sobre su naturaleza y afectos, junto con una refutación de objeciones e hipótesis contrapuestas, ocupan los dos primeros libros.
- Himno a Venus (vv. 1-49)

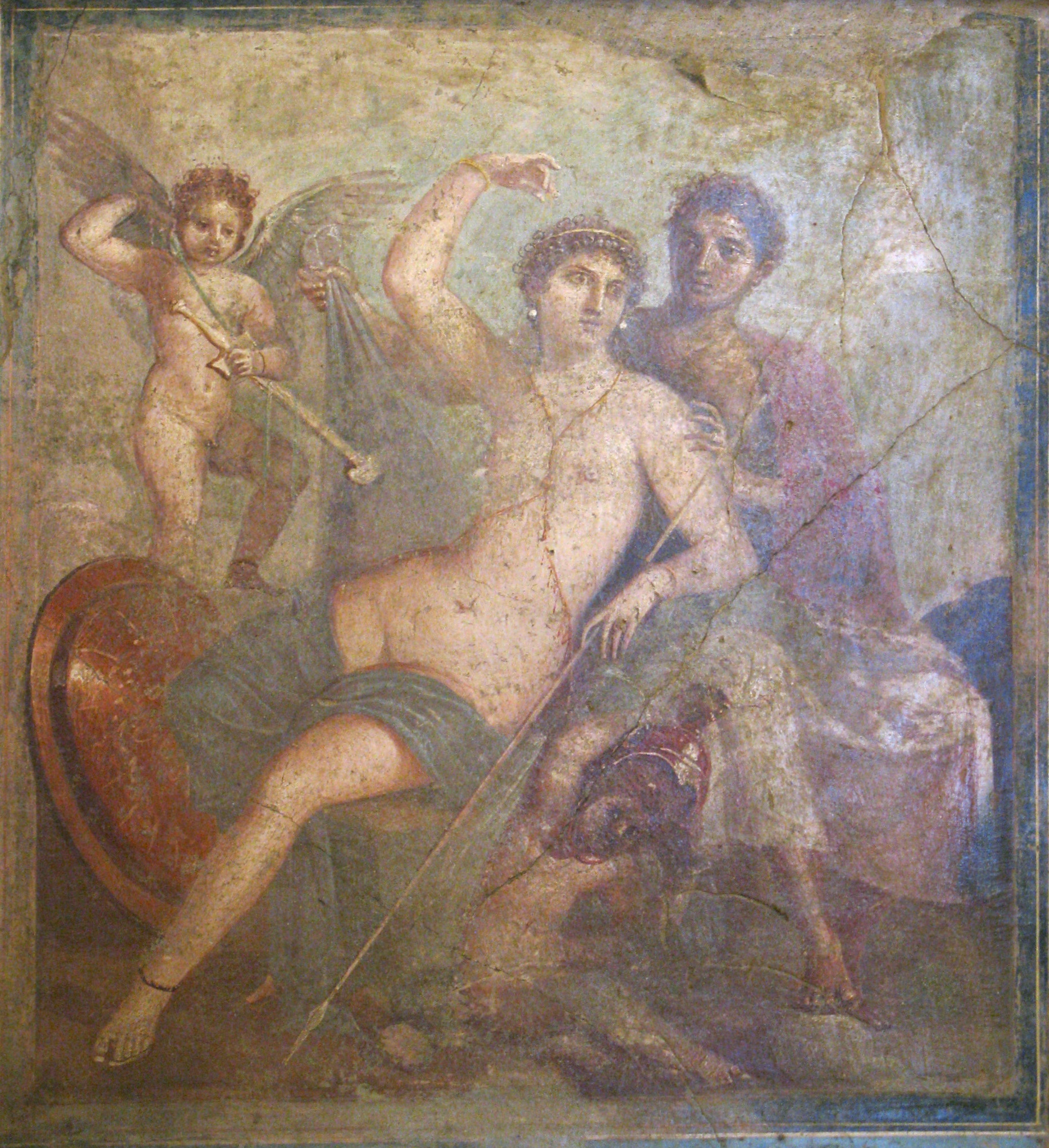
Lucrecio abre su poema dirigiéndose a Venus (centro), instándola a pacificar a su amado, Marte (derecha). Dada la filosofía relativamente secular de Lucrecio y su rechazo a la superstición, su invocación de Venus ha provocado mucho debate entre los estudiosos.

Lucrecio abre su poema dirigiéndose a Venus no solo como la madre de Roma (Aeneadum genetrix) sino también como la verdadera madre de la naturaleza (Alma Venus), instándola a pacificar a su amado Marte y librar a Roma de conflictos. Al recordar la apertura de los poemas de Homero, Ennio y Hesíodo (todos los cuales comienzan con una invocación a las Musas), el proemio a De rerum naturase ajusta a la convención épica. Todo el proemio también está escrito en formato de himno, recordando otras obras literarias, textos e himnos tempranos y, en particular, el Himno homérico a Afrodita. P. H. Schrijvers argumentó que Lucrecio se basa en Paléfato, Dicearco de Mesina y en material hesódico y homérico. La elección de dirigirse a Venus puede deberse a la creencia de Empédocles de que Afrodita representa "la gran fuerza creativa del cosmos". David Furley argumentó que Empédocles tuvo influencia filosófica sobre Lucrecio. Por el contrarion David Sedley "considera que Empédocles proporciona únicamente inspiración poética". Dado que Lucrecio continúa argumentando que los dioses están alejados de la vida humana, muchos han visto que esta apertura es contradictoria: ¿cómo puede Lucrecio rezar a Venus y luego negar que los dioses escuchan o se preocupan por los asuntos humanos? En respuesta, muchos eruditos argumentan que el poeta usa a Venus poéticamente como una metonimia. Por ejemplo, Diskin Clay ve a Venus como un sustituto poético del sexo, y Bonnie Catto ve la invocación del nombre como una metonimia del "proceso creativo de natura". Después de la apertura, el poema comienza con una enunciación de la proposición sobre la naturaleza y el ser de las deidades, lo que conduce a una invectiva contra los males de la superstición (44-49).
- Elogio de Epicuro (vv. 50-79)

Tras un breve pasaje sobre la concepción de la divinidad según Lucrecio anima a su amigo a estudiar la verdadera razón y le promete hablarle de la esencia de la realidad en su conjunto y revelarle el origen de las cosas (50-61). Luego sigue el elogio de Epicuro sin mencionar su nombre (Graius homo, "un hombre griego"), presentado como el verdadero maestro, superior a los demás hombres. Tiene el gran mérito de haber liberado a la humanidad del miedo religioso que surge de la creencia en la posibilidad de un castigo del alma después de la muerte y en una intervención divina en los asuntos del mundo. Con su investigación racional de la naturaleza, demostró que los dioses existen en el "intermundos", pero no tienen interés en los asuntos humanos: por lo tanto, el hombre puede venerarlos, pero no atribuirles la responsabilidad de esos fenómenos, que siguen, en cambio, las inflexibles leyes de la naturaleza.
- El sacrificio de Ifigenia (vv. 80-101)

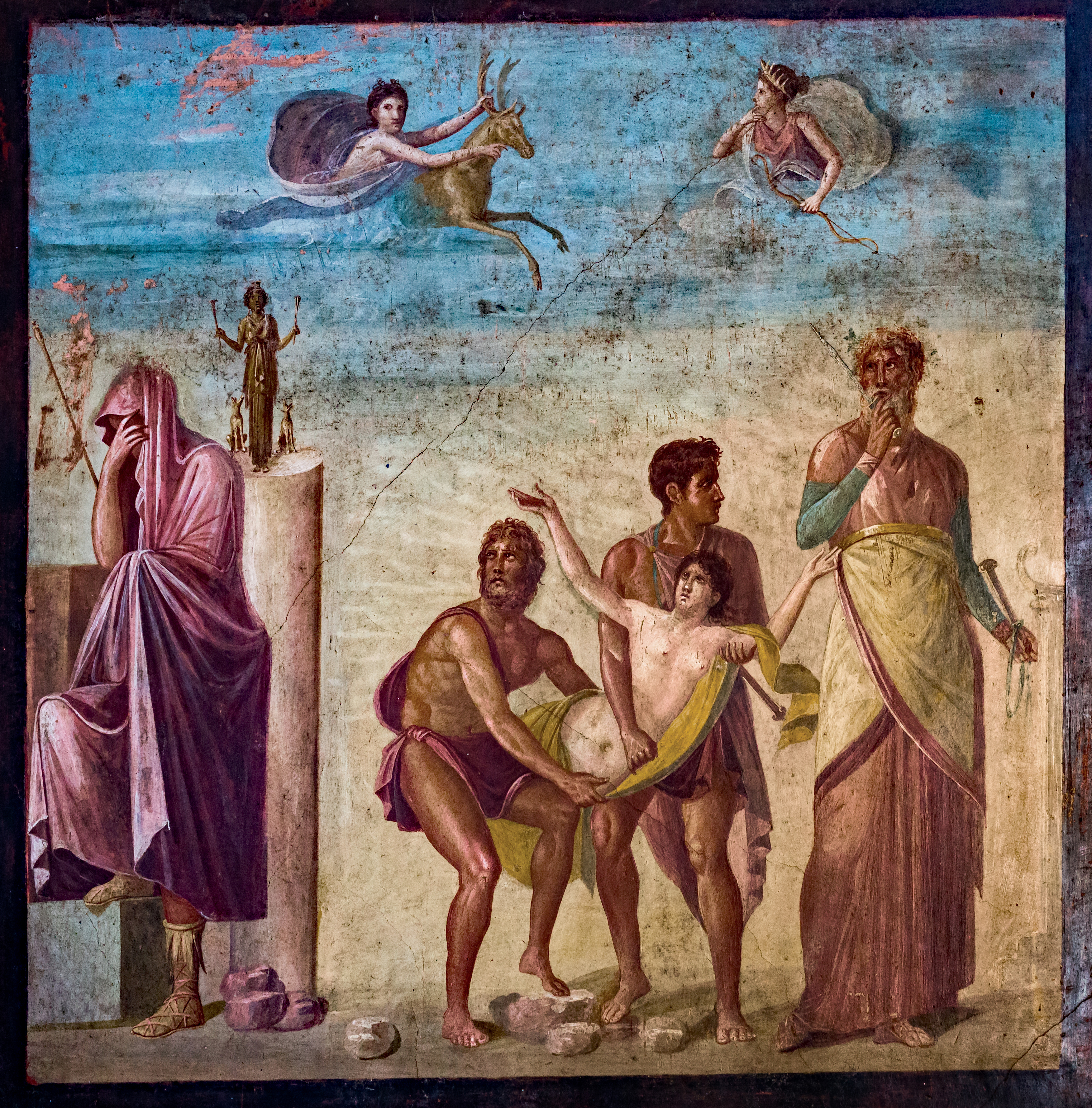
Lucrecio declara que las prácticas religiosas populares no solo no inculcan la virtud, sino que más bien resultan en "fechorías tanto malvadas como impías", citando el mítico sacrificio de Ifigenia como ejemplo.

Al acentuar la polémica antirreligiosa, Lucrecio llega a presentar la religión como una especie de monstruo que, agazapado en las alturas del cielo, aplasta y humilla a la humanidad. Los crímenes que produce son muy graves: basta pensar en el sacrificio de Ifigenia inmolada por su padre para aplacar la ira de Artemisa y favorecer la partida de las naves griegas hacia Troya: es un crimen que ofende a la divinidad misma, ya que lo que aparece ser piadoso en cambio constituye una violación grave.
- Dificultad de la empresa (102-145)

Frente a las mentiras de los profetas que alimentan el miedo a la muerte, Lucrecio destaca la necesidad de conocer los fenómenos físicos, celestes y terrestres y por tanto la importancia de una investigación científica de la naturaleza con el fin de liberarse de las pasiones que trastornan la vida y quitan los gozos (102-135). también. En este punto el poeta destaca las dificultades de su tarea y el celo con que afronta el trabajo ligado a la interpretación de textos griegos y la pobreza de la lengua latina, aún inadecuada para nuevos temas; sin embargo, movido por un fuerte sentimiento de amistad por Memio, se compromete a encontrar las palabras adecuadas, rechazando tecnicismos y neologismos y eligiendo términos ya en uso, adecuados para descubrir el mundo de la naturaleza. Además, como dirá al final del libro, la difícil empresa está teniendo éxito ya que:
"Bien conozco que son bastante obscuras; pero mi corazón ha sacudido con fuerte tirso la esperanza grande de gloria, y juntamente ha derramado suave amor de las musas en mi pecho; del que agitado con briosa mente recorro los lugares apartados, de las Piérides antes nunca hollados" (921-929).
- Nada surge de la nada (vv. 146-246)

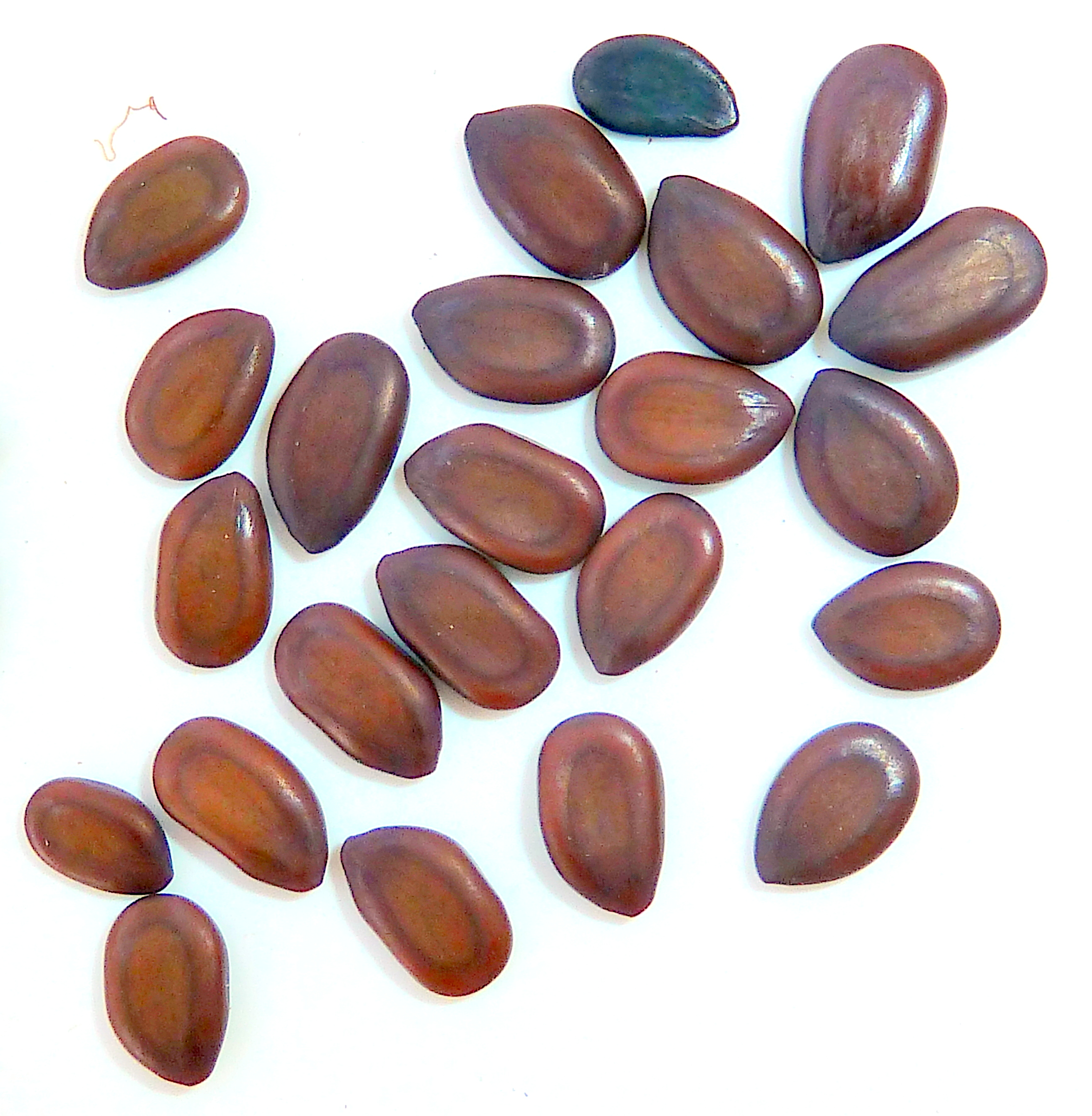
Pensar que algo puede surgir de la nada equivaldría a pensar que de cualquier semilla podría surgir cualquier fruto.

La exposición de la doctrina epicúrea comienza, pues, con la física. Lucrecio ante todo establece el principio de que nada procede de la nada ni nada vuelve a nada (Nil fieri ex nihilo, in nihilum nil posse reverti), de lo contrario todos los seres nacerían al azar y lo generado sería independiente del generar (146-214). Del mismo modo nada se reduce a nada, ya que la anulación de las cosas sería espontánea y no habría necesidad de causas desintegradoras, mientras que la destrucción necesita fuerzas desintegradoras, proporcionadas a la disolubilidad de las cosas (215-264). Si ocurriera la anulación, los cuerpos ya no podrían renovarse; el nacimiento y la muerte de las cosas es en cambio la agregación y desintegración de las partes, por lo tanto hay una materia fundamental y eterna, que se compone de cuerpos mínimos e invisibles (265-328). También hay realidades de las que no nos damos cuenta: por ejemplo, una fuerza enorme es el viento que agita cielo, mar y tierra y no se ve; del mismo modo sentimos (pero no vemos) los olores, el calor, el frío y el sonido que todavía son cuerpos porque actúan sobre los sentidos. Todo ser está constituido por una particular agregación de elementos finos y simples y se forma según modalidades específicas de tiempos y ambientes, con exclusión de toda intervención divina.
- Teoría del atomismo (vv. 265-598)

Existen, pues, la materia eterna (corpus) y el vacío (inane) incorpóreo (418-448). Son entidades esenciales, dotadas de cualidades esenciales (que no se pueden cambiar) y cualidades accidentales (cuyo cambio no determina una modificación física) (449-482). La cualidad de la materia es resistir, y sin el vacío todo sería inmóvil, ya que si la materia ocupara todo no habría ni movimiento ni vida. El principio enunciado por Lucrecio es que donde hay vacío no hay materia, donde hay pura materia no hay vacío, pero todos los cuerpos (incluso los más compactos) tienen vacío en ellos: si un ovillo de lana y un cuerpo de plomo tienen diferente peso, esto depende del hecho de que el ovillo contiene más vacío y menos materia que el plomo (329-369). La cantidad de vacío es lo que determina la facilidad de desintegración de un cuerpo: cuanto más ligero es un cuerpo (es decir, que contiene mucho vacío), más fácil es separarlo y desintegrarlo. Ciertos corpúsculos son parte de la materia, es decir los átomos (corpora) que, por tanto, no pueden ser destruidos y desintegrados. Los primeros cuerpos sólidos y sin vacío son eternos y, si no lo fueran, todas las cosas volverían a la nada (551-583).
Los elementos primarios (primordia rerum) son, pues, sólidos y simples, todos muy pequeños unidos por fuertes lazos: no son mezclas de cosas, sino unidades elementales definidas a las que nada se les puede añadir ni quitar, compactas e inmortales (483-598). Cuando un cuerpo termina su ciclo de vida, vuelve a ser libre y se intercambia con otros. Después de todo, hay un término para cada ciclo de vida: de hecho vemos que las cosas siempre renacen y cada especie tiene un período preciso en el que alcanza su apogeo y un período fijo en el que completa su destino.
Los átomos son simples e indisolubles, porque no contienen vacío y forman un complejo homogéneo e indivisible de espacios mínimos (mínima) indiferenciados más allá del cual no hay nada. Las mínimas por sí mismos no podrían existir: se encuentran en el átomo que es un conjunto homogéneo y coherente de estas partículas y las diversas formas de los átomos se derivan del número y la posición de los mínimos (599-634).
- Refutaciones de otras teorías (vv. 635-920)

Después de la extensa exposición sobre la física atómica, Lucrecio inicia la polémica contra los opositores del pensamiento epicúreo. Así encaja la refutación de Heráclito, "obscuro lenguaje entre los griegos" quien había visto el origen de todas las cosas en el fuego pero esto no es posible porque "las partes del fuego recogidas se apagan y se mudan, a la nada el fuego elemental reducirían, y todo nacería de la nada" (635-704). Estas críticas parecen estar dirigidas a los estoicos, que fueron influidos por Heráclito, pero I. D. Purley argumenta que no hay evidencia de esto y propone que Lucrecio ataca el monismo materialista. Luego se une a la condenación los filósofos pluraristas, como Empédocles, que vieron en los diversos fenómenos naturales a los elementos de la naturaleza como el principio de todas las cosas. "De aire, agua, tierra y fuego: nunca pueden estas substancias concebirse unidas" ya que si "se reúne el agua, el fuego, el aire y tierra sin mudarse en modo alguno su misma esencia, de ellos no podría crearse cosa alguna" (705-829). Finalmente Lucrecio critica la doctrina de Anaxágoras, quien creía que en la base de todo eran homeomerías, diminutas partículas de la naturaleza perfectamente idénticas a las cosas y seres a los que darían vida, porque "pretende que los cuerpos encierran en sí mismos los principios de todos los demás". Si esto fuera cierto entonces sería posible que "manaría sangre, si se frotaran dos guijarros" o que "las hierbas destilaran igualmente dulces gotas de leche", lo cual no es razonable (830-920).
- El infinito del universo (vv. 951-1113)

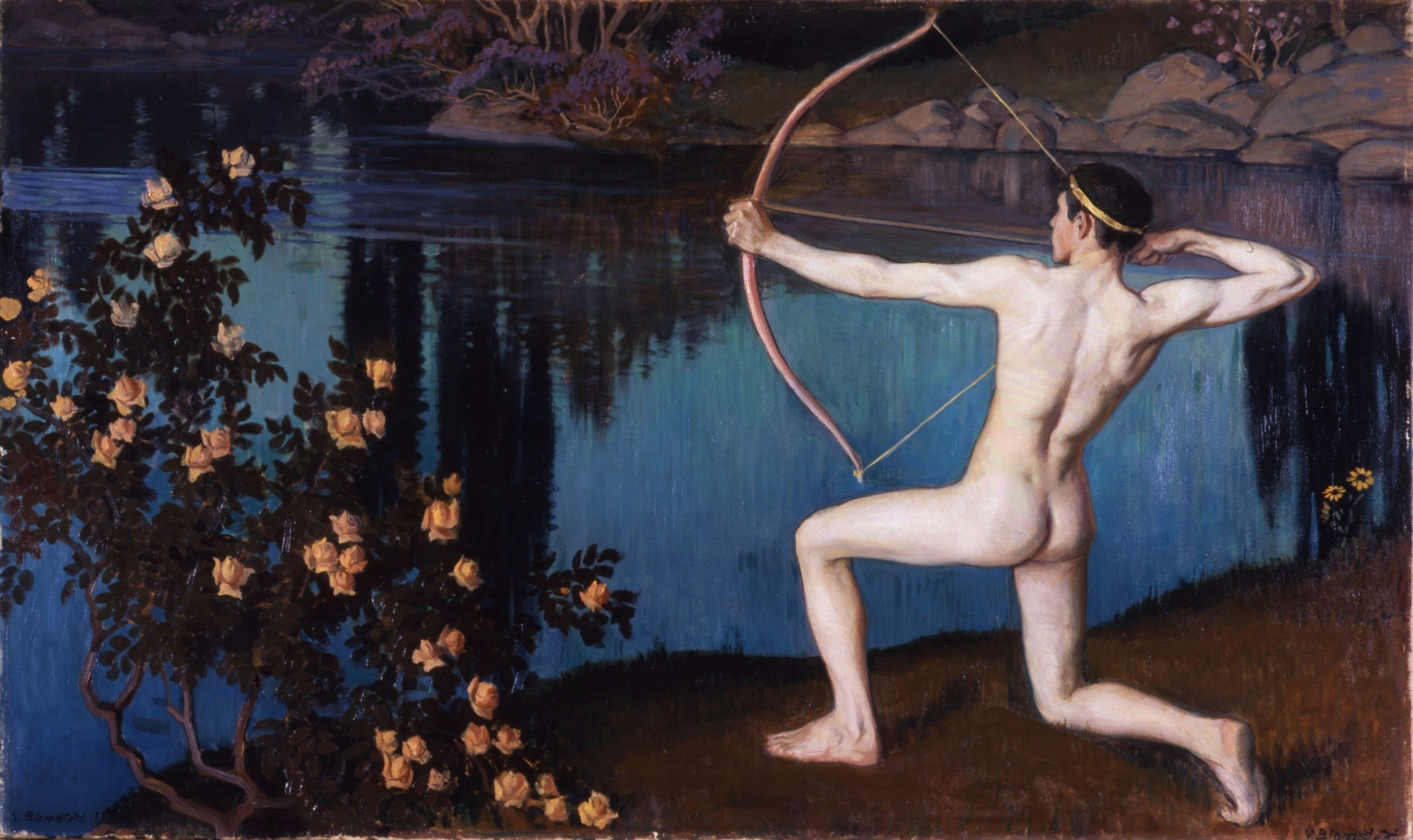
Lucrecio usa el experimento mental de un hombre disparando una flecha a los límites del universo para demustrar su infinitud.

El libro se acerca a su conclusión con una invitación a Memio para que lo siga con atención, al tiempo que se añade material nuevo a una canción que quiere dar a conocer la verdadera naturaleza de las cosas. La materia es infinita, el espacio es infinito. Una cosa finita tiene un límite y el límite debe estar marcado por otra cosa; pero aparte del todo no hay nada y el todo es infinito. Si el universo (omne) tuviera un límite, la masa de la materia, tomada del peso de sus elementos sólidos, se habría acumulado en el fondo a lo largo del tiempo y ya no existirían ni las cosas ni la vida del mundo. Pero los cuerpos elementales no tienen descanso y los átomos se renuevan sin tregua, las cosas que vemos se limitan unas a otras: el aire es límite a los cerros, las montañas al aire, la tierra al mar y el mar al tierras. Pero más allá de todo hay no es nada que actúe como frontera. Si, por hipótesis, un arquero llegara al supuesto límite del universo y disparara una flecha más allá, una de las dos: o sería detenido por un obstáculo fuera del universo, o seguiría su curso; y por tanto el universo no tiene fin (951-1001). La naturaleza limita la materia con el vacío y el vacío con la materia; alternando así, hace todo infinito (1002-1051). Lucrecio termina el primer libro cuestionando la idea de la Tierra esférica fijada en el centro del universo al encontrar absurda la idea de animales andando boca abajo en las antípodas (1052-1082).

#### Libro II
- Elogio a la filosofía (vv. 1-61)

El segundo libro se abre con un elogio a la serenidad del sabio, cuyo cuerpo está libre de la fatiga y el dolor que en cambio afligen a los hombres necios: la dulzura y la serenidad residen precisamente en la ausencia de miedos y preocupaciones que no son inherentes a la naturaleza del cuerpo, por lo que es necesario que dejen lugar a la alegría. (Ver: ataraxia). Esto último sólo puede ser alcanzado por la doctrina filosófica y el estudio de la naturaleza.
- El movimiento de los átomos (vv. 62-332)

Lucrecio explica el movimiento con el que los corpúsculos de la materia producen las diversas cosas o las disuelven y añade que la misma materia a nivel macroscópico permanece en "reposo supremo". Las partículas elementales y sus movimientos no pueden percibirse como inferiores a las facultades sensitivas; por lo tanto, son invisibles junto con sus movimientos. Por otro lado, incluso las cosas visibles a menudo ocultan sus movimientos, si están lejos del observador (80-141). Lucrecio compara un rebaño en una colina lejana que aparece estacionaria aunque de cerca las ovejas se están movimiento (317-322).
Los átomos se mueven eternamente (294-307) de forma agitada e incesante con la misma velocidad (142-166). Estos caen verticalmente, arrastrados por su propio peso, al vacío del universo (184-215). Durante su trayectoria presentan una ligera desviación (clinamen) que da lugar a múltiples colisiones entre ellos, lo que permite a la naturaleza formar cosas nuevas y "que rompa la cadena de los hados, de las causas motrices trastornando la sucesión eterna" (255). Aquí se expone la teoría del clinamen. Lucrecio la describe diciendo: "Es esta leve desviación de los cuerpos primarios, en momentos y lugares indeterminados, lo que evita que la mente como tal experimente una compulsión interna al hacer todo lo que hace y se vea obligada a soportar y sufrir como un cautivo encadenado". Lucrecio intenta permitir así el libre albedrío (libera voluntas) con este desvío impredecible (216-293).

En contra de las explicaciones teológicas de la naturaleza (167-183), Lucrecio argumenta:
En vano algunos necios imaginan que sin la ciencia y numen de los dioses, tantos efectos producir no puede la materia arreglados y precisos, ni las vicisitudes de estaciones y los varios productos de la tierra: ni el suave impulso del amor que mueve por medio del deleite a los mortales, ni el divino placer que da la vida, y a propagar les lleva las especies porque el género humano no se extinga. Fingen ellos ser obra de los dioses y producción divina todo esto: muy engañados van en su sistema (167-178).
- Combinaciones y cualidades de los átomos (vv. 333-990)

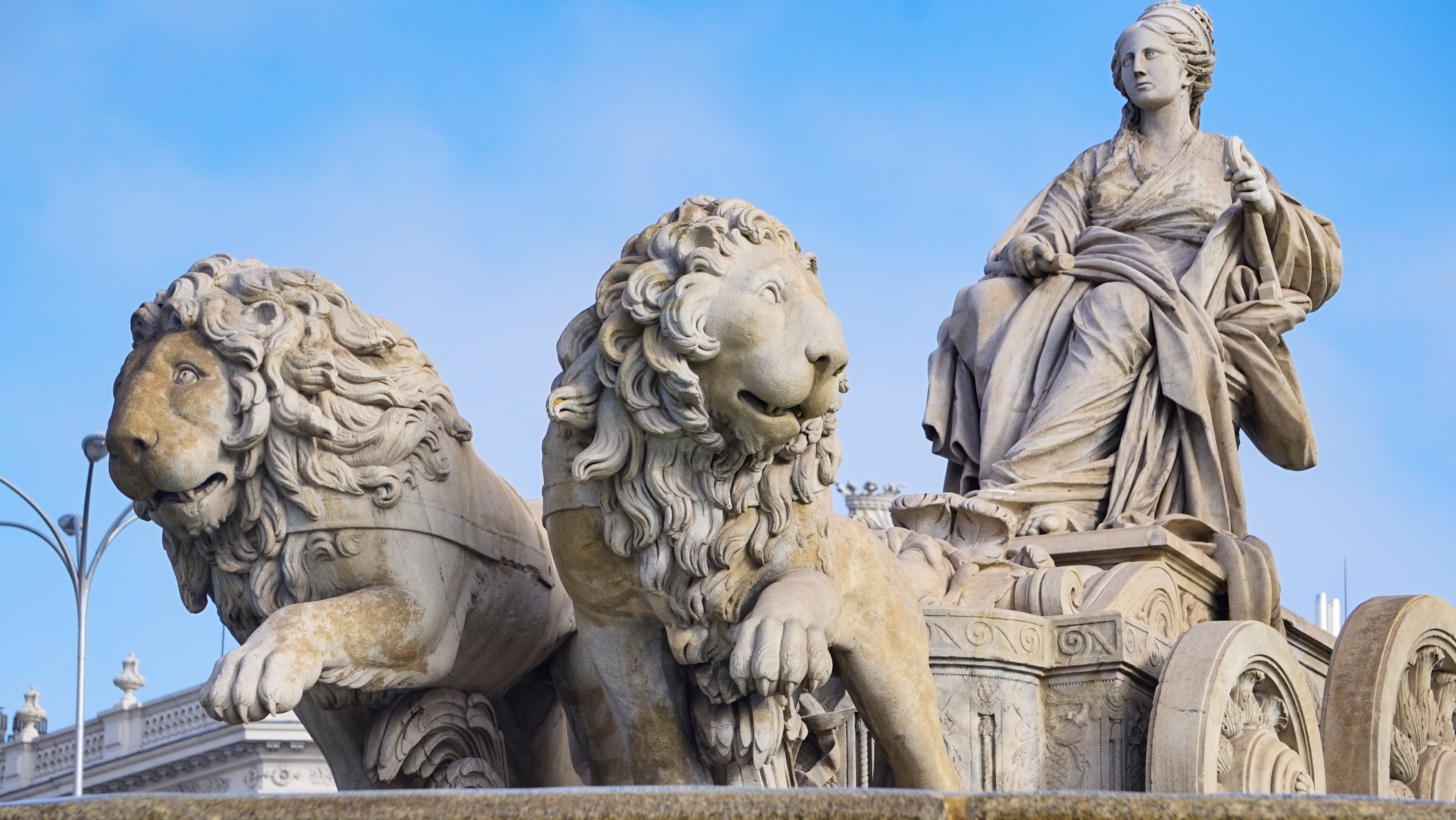
Lucrecio expone el mito de Cibeles, diosa griega de la Madre Tierra, de manera simbólica y posteriormente lo descalifica como rechazado por la razón.

Los corpúsculos primordiales de las cosas tienen formas y figuras muy diferentes (333-477), ya que cada uno de ellos busca lo “propio y conocido” y gracias a estas características generan sensaciones (sensus), pero los átomos en sí mismos carecen deas cualidades secundarias, como el sabor o el color (730-864). "El placer y el dolor, últimamente, que los cuerpos excitan en nosotros nacen de la figura diferente". Por ejemplo, las partículas ásperas del "amargo ajenjo y la centaura silvestre" están estructuradas por la rugosidad del material, por lo que, al penetrar, desgarran el cuerpo y crean una sensación desagradable. En cambio, las que acarician los sentidos, como la dulce miel o leche, son redondas y suaves al tacto. También hay corpúsculos que no son ni puntiagudos ni agradablemente suaves, y que solo causan "cosquilleo" a los sentidos. Un ejemplo son las partículas redondas y lisas por un lado y ásperas por el otro del agua de mar, que se convierte así en una sustancia fluida y amarga a la vez (865-990). Debido a que el número de figuras atómicas es limitado (478-521) sus combinaciones (concilium) no se dan en número infinito (700-729).
- Los mundos infinitos y su formación y destrucción (vv. 1023-1174)

Finalmente, el poeta investiga las transformaciones del mundo y se detiene brevemente en el fin o muerte de las cosas que contiene, lo que no es correcto llamar "destrucción" porque no es otra cosa que la desintegración de sus cohesiones. “El cielo, la tierra, el sol, la luna, el mar” y todo lo que existe, que no es en modo alguno único en el universo (1048-1089) ni ciertamente obra de los dioses (1090-1104), es atravesado por tres fases después del nacimiento: crecimiento, el desarrollo hasta el extremo, y la decadencia, que Lucrecio identifica con su época (1105-1174).

#### Libro III
En el tercer libro, los conceptos generales propuestos hasta ahora se aplican para demostrar que los principios vitales e intelectuales del alma, el anima y el animus, forman parte del cuerpo tanto como las extremidades. Pero como esos miembros no tienen características distintas e independientes, por lo tanto el alma y el cuerpo viven y perecen juntos. A lo largo del libro Lucrecio muestra mediante múltiples argumentos la naturaleza mortal del alma. El libro concluye argumentando que el miedo a la muerte es una locura, ya que la muerte simplemente extingue todos los sentimientos, tanto los buenos como los malos.
- Elogio de Epicuro (vv. 1-93)

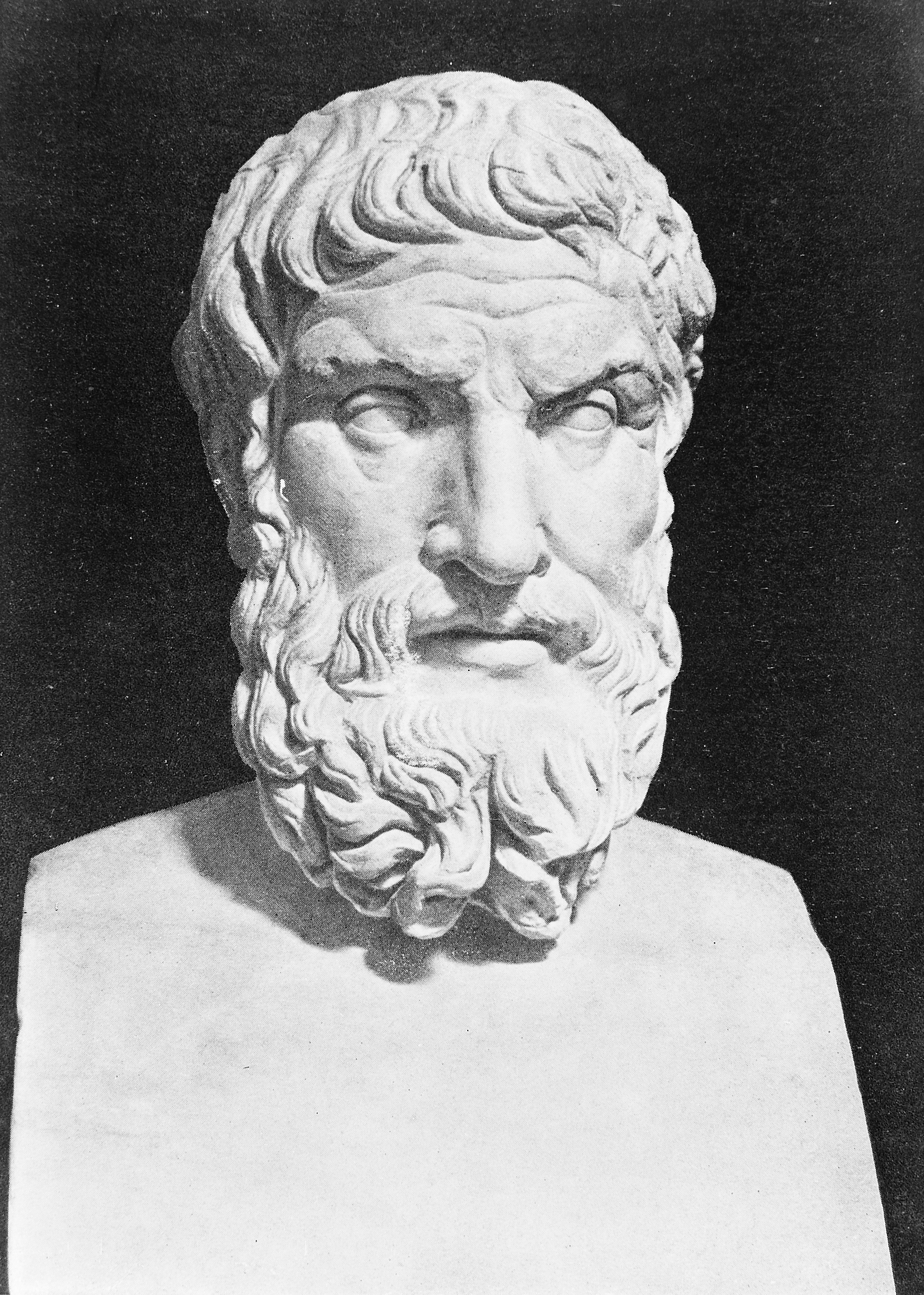
Busto de Epicuro, filósofo griego que Lucrecio elogia constantemente.

El tercer libro comienza con un gran elogio del filósofo griego Epicuro visto como el salvador de toda la humanidad (1-30). Lucrecio celebra las "verdades más preciosas" de Epicuro que permite una visión exacta de la realidad, libre de las interpolaciones dadas por el miedo a la muerte y a los dioses (31-93). Sólo los ignorantes, junto con los supersticiosos y los enamorados, son llamados "miserables", ya que no conocen estas verdades.
- El ánima y el ánimus (vv. 94-829)

Lucrecio se ocupa luego del alma y de su naturaleza mortal: la intención del autor es distraer al hombre del miedo a la muerte. Lucrecio diferenció entre el espíritu (ánimus) y el alma (ánima); el primero se identifica con la mente (mēns), mientras que el segundo es el principio vital que reside en todo el cuerpo (94-135). Ambos "están íntimamente entre sí unidos y una substancia forman por sí propios" (cf. v. 137) pues "el espíritu empero por el cuerpo de miedo más vehemente es poseído, vemos que el alma entera toma parte" (152-154). Tanto el espíritu como el alma forman parte del cuerpo, no menos que una mano y un pie (cf. v. 98), "luego del alma la naturaleza es corporal, puesto que experimenta todas las impresiones de los cuerpos" (175-176). Mientras que el espíritu "en medio del pecho tiene su morada fija", el alma está "extendida por todo el cuerpo" (136-160). Ambos están formados de átomos "pequeños, lisos y redondos" (cf. v. 205). Lucrecio continúa con la idea epicúrea de relacionar las emociones con los elementos del alma: la ira con el fuego, el miedo con el viento, la serenidad con el aire. También señala el predominio de caracteres en tres especies de animales (la ira en el león, el miedo en el venado, la placidez en el buey) (231-322). Lucrecio añade un cuarto elemento desconocido que "pueda hacer movimientos sensitivos que en juego pongan el entendimiento" (240-241). Rechaza que haya un átomo del alma en cada átomo del cuerpo, como sostenía el "venerable" Demócrito, pues hay muchas cosas que no sentimos, como "el polvo que se pega a nuestro cuerpo" (370-395). El espíritu tiene supremacía al alma, pues "por él nos conservamos mucho mejor que por el alma misma: sin espíritu y juicio ni un momento puede el alma quedar en nuestros miembros" (397-399).

Puesto que el alma y el espíritu está unidos al cuerpo, por lo tanto están destinados a dispersarse como lo está toda la realidad compuesta de átomos (417-669). Contrario a la visión del las almas que sufren en el Inframundo, para Lucrecio "no puede el alma sin el cuerpo" y viceversa. (632-633). De la misma forma que si algún miembro del cuerpo se pierde, las potencias del alma también. Entonces "la substancia que se divide en partes nos declara no ser eterna su naturaleza" (640-641). Lucrecio argumenta la independencia del espíritu a la mente con ejemplos de serpientes cercenadas y extremidades amputadas que aún se mantienen en movimiento (642-657). Lucrecio considera irracional la creencia del hombre común que piensa que algo del individuo sobrevive incluso después del fin del cuerpo, porque quizás continúa “sintiendo”. Ciertamente, para el autor, el alma experimentaría sensaciones ajenas al individuo del que formaba parte y en todo caso recordaría su pasado, pero como no fuimos conscientes de lo que sucedió antes de nacer por lo tanto no lo seremos ni siquiera con respecto a una posible vida después de la muerte (670-829). En contra de la visión inmortal del alma Lucrecio plantea el problema filosófica de su interacción con el cuerpo (ver Problema mente-cuerpo):
Si es locura el juntar mortal a eterno, y suponer que están en armonía, haciendo mutuamente sus funciones; ¿Se puede imaginar más ardua cosa, más distinta y opuesta que juntarse una perpetua e inmortal substancia con la mortal, haciéndolas que sufran en mutua unión borrascas espantosas? (800-806)
- Miedo a la muerte (vv. 830-1094)

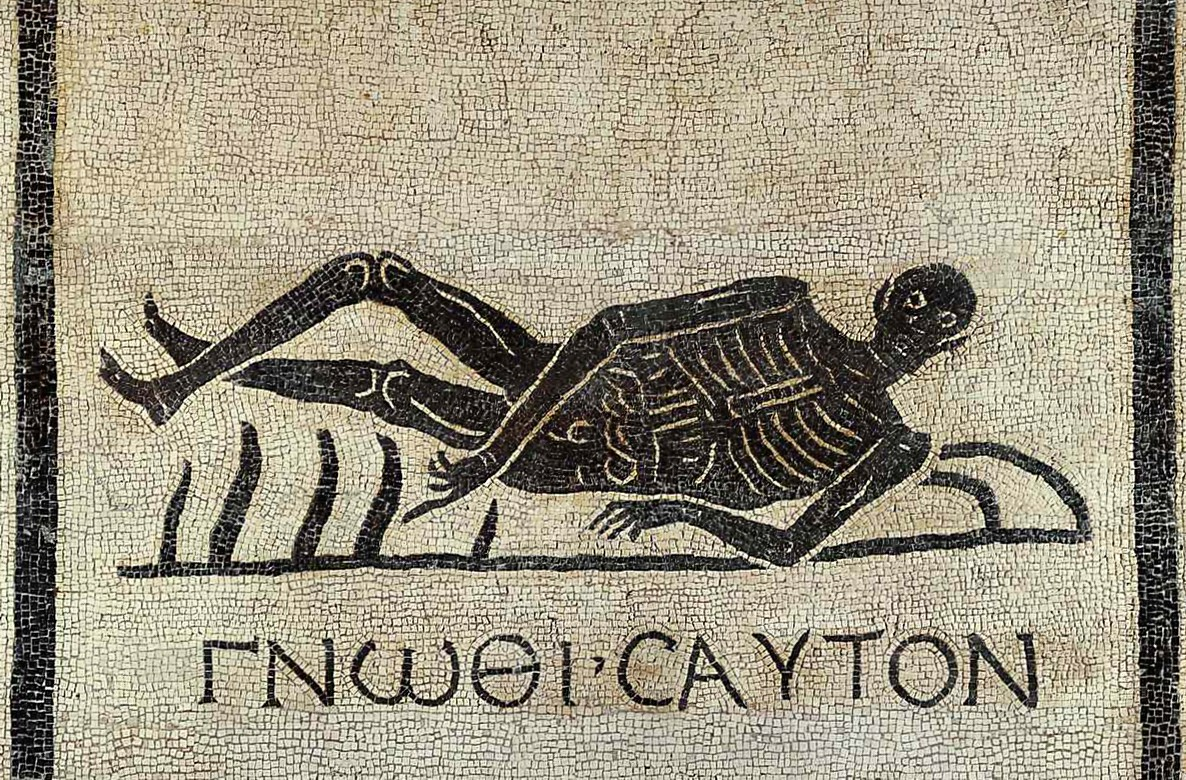
Mosaico romano Memento mori de la Vía Apia con el lema griego gnōthi sauton (conócete a ti mismo). Lucrecio creía que temer a la muerte impide disfrutar la vida.

En el momento en que uno perece, entonces cesan todas las formas de conciencia y el individuo ya no siente nada (830-930). Entonces las creencias del inframundo no se explican de otra manera que como la proyección de nuestros males (978-1023). Por lo tanto, el miedo a la muerte nació de las creencias vanas y no se debe caer en el error de dejar de vivir porque se está continuamente atormentado por este pensamiento (1053-1094). De hecho, según Lucrecio, si una persona ha disfrutado plenamente de las experiencias que le han sucedido, ¿por qué no saciarse? Por el contrario, si la vida ha sido un continuo sufrimiento, no hay excusas para no querer abandonarla.[cita requerida]

#### Libro IV
El cuarto libro está dedicado a la teoría de los sentidos, la vista, el oído, el gusto, el olfato, los sueños y los ensueños, finalizando con una disquisición sobre el amor y el sexo.
- Los simulacros (vv. 1-215)

Comienza con un prefacio en el que Lucrecio dice que quiere desatar el alma de los nudos apretados de la religión. Su poema se compara con el médico que engaña a los niños rociando con miel el borde del vaso que contiene la amarga medicina de manera que se los traguen juntos; del mismo modo Lucrecio, dado que la doctrina parece demasiado complicada para quienes nunca la han conocido, tratará de tratarla de la manera más “melodiosa” y sencilla posible. (1-25)
El tema del libro cuarto es la existencia de simulacros (simulacra), "especies de membranas" (membranae vel cortex) (cf. v. 32) o átomos muy delgados desprendidos de la superficie de los cuerpos por la vibración de sus átomos que vuelan por los aires y aterrorizan en el espíritu por los sentidos, originando así el pensamiento y sueños cuando se está dormido (110-215).
- La teoría de las sensaciones (vv. 216-822)

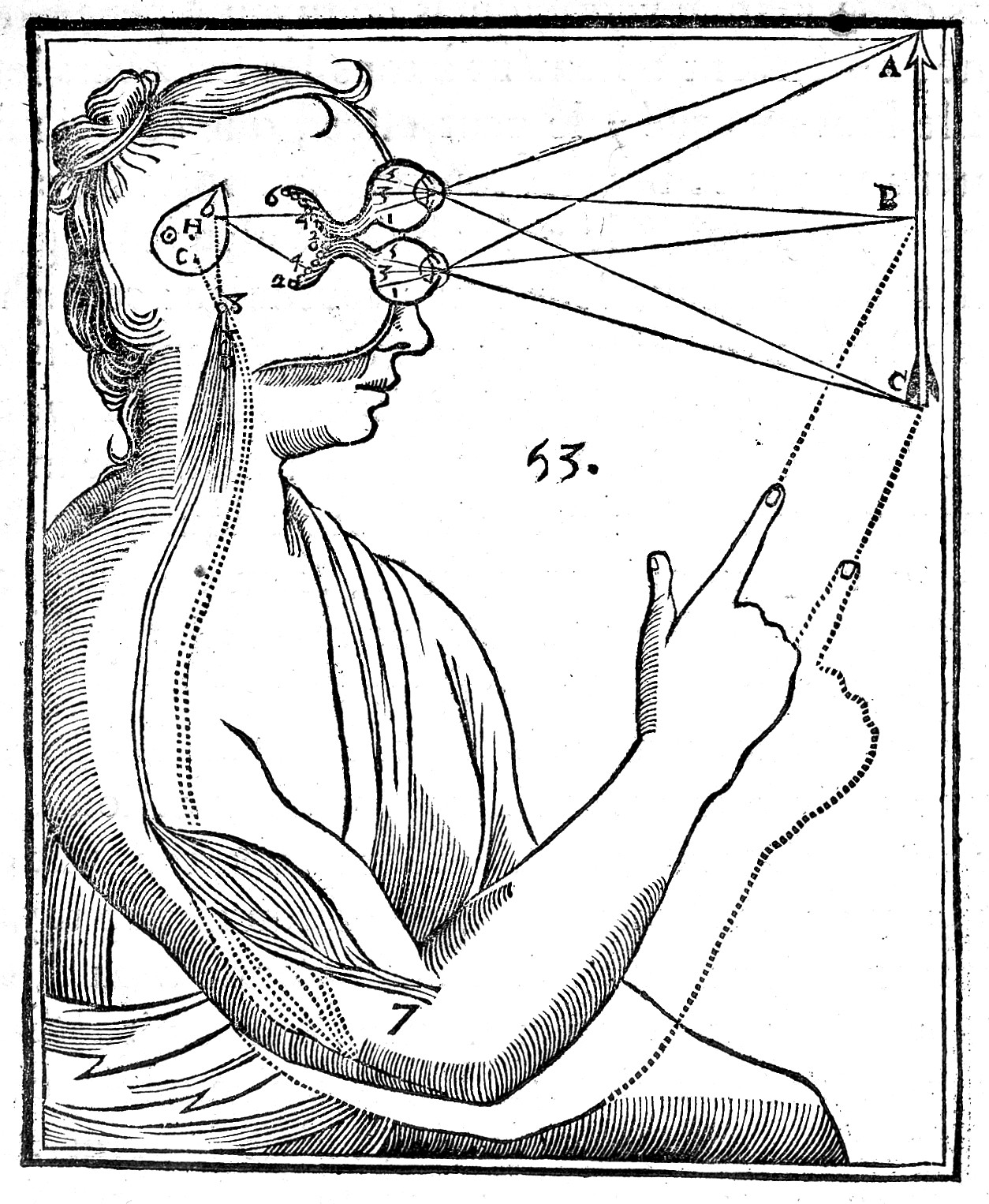
Lucrecio describe detalladamente los sentidos como colisiones atómicas con los órganos sensoriales. Estos son la única fuente veraz del conocimiento.

Lucrecio escribe que las imágenes de las cosas se emiten desde la superficie misma de estas últimas y pasa a ilustrar el funcionamiento de los sentidos. Para Lucrecio la sensación (sensus) es el criterio de la verdad (comparado con Platón, quien creía que los sentidos podrían ser confundidos mientras que la razón no). Si se erra es porque la razón saca una conclusión falsa de la evidencia de los sentidos (379-468). De hecho, defiende un argumento clásico de autorrefutación contra el escepticismo: "la razón no sólo se arruina, sino también la misma vida al punto, si no osares creer a los sentidos" (469-521).
Se ocupa inicialmente de la vista y los fenómenos afines, afirma que la causa de la visión está en las imágenes y argumenta que continuamente sentimos las cosas gracias al continuo fluir de las cosas que se desprenden de todo y se esparcen por todas las partes circundantes (216-378). Además, también pasa a analizar problemas relacionados con la visión, por ejemplo las luces brillantes que evitamos mirar y la posible vista desde la oscuridad hacia la luz pero no al revés. También habla de las ilusiones ópticas (por ejemplo, las relativas a la perspectiva), el ojo tiene la tarea de ver y reproducir en la mente lo que ha visto, le corresponde entonces a la inteligencia conocer la naturaleza de las cosas (379-468; 706-721). Lucrecio sobre el oído dice que los sonidos y la voz se escuchan, al entrar en los oídos afectan el sentido, en efecto la voz está hecha de cuerpos y "la aspereza de voz y la dulzura nacen de la figura de los átomos" (542-543). El tercer sentido del que habla es el gusto, sentimos el gusto en la boca cuando masticamos, el alimento que se esparce “del paladar se cuelan por los poros y vías complicadas de la lengua” (cf. vv. 620-621), el placer del gusto se puede sentir dentro de los límites del paladar, luego cuando la comida pasa por la garganta ya no se siente (615-672). Finalmente, el sentido del olfato, que fluye y se expande por todas partes, los olores que estimulan las fosas nasales, a diferencia de los simulacros y los sonidos, no pueden recorrer largas distancias (673-705).
- Fisiología y psicología (vv. 823-1057)

Lucrecio critica las explicaciones teleológicas fisiológicas. Explicar los órganos corporales fueron creados divinamente para su uso según el mediante analogías de artefactos es una inferencia inválida "pues no han sido formados nuestros miembros para servicio nuestro". Por ejemplo: un vaso fue creado para facilitar el beber pero el ojo no fue creado para ver, porque antes de que hubiera ojos no existía la función de ver (823-857) (ver: Argumento teleológico y Analogía del relojero).
A continuación explica procesos psicológicos y fisiológicos humanos como la nutrición (858-876), la locomoción (877-906), los sueños (907-1036) y la atracción sexual (1037-57).
- El amor (vv. 1058-1287)

Concluye el libro analizando la pasión del amor. El amor es insaciable (1058-1072) y los que no lo tienen lo aprovechan sin sufrir, afirmando en efecto que en el mismo cuerpo del que partió el ardor, también debe extinguirse la llama del deseo, aunque suele ocurrir lo contrario, porque Venus enamora a los enamorados. En efecto, a menudo sucede a los hombres enamorados que ignoran todos los defectos de la amada cegándose por el deseo y atribuyéndole cualidades que en realidad no posee (1141-1191). Así Lucrecio afirma que hay que tener cuidado de no caer en las "redes" del amor porque entonces es difícil salir de ellas y el amor conduce inevitablemente al sufrimiento (1209-1232).

#### Libro V

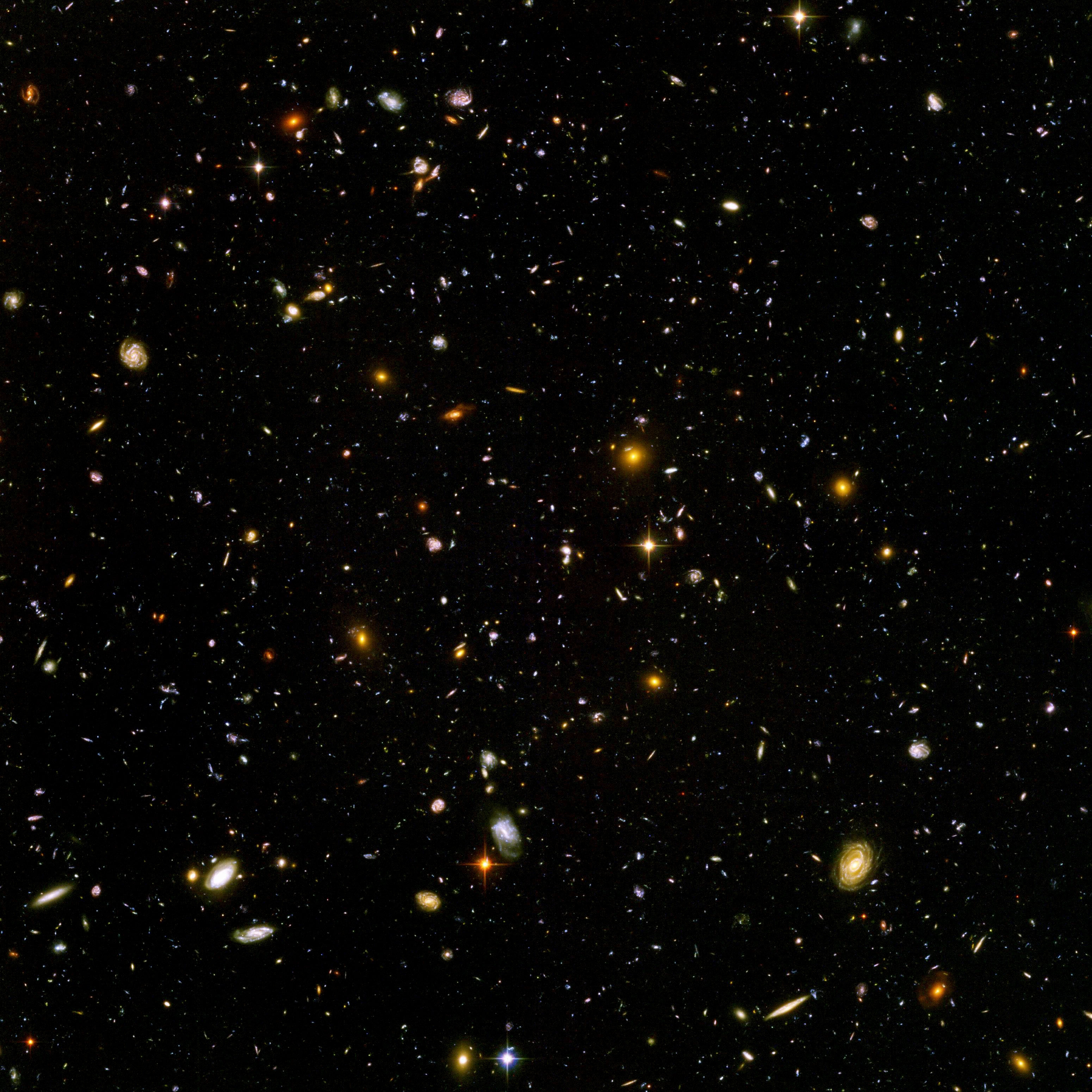
La cosmología epicúrea sostiene la existencia de infinitos mundos. Los dioses viven en intermundos alejados e indiferentes de los asuntos humanos.

Ramsay describe el quinto libro como el más completo e impresionante, mientras que Stahl argumenta que sus "concepciones pueriles" son una prueba de que Lucrecio debe ser juzgado como poeta, no como científico. Este libro aborda el origen del mundo y de todas las cosas que hay en él, los movimientos de los cuerpos celestes, el cambio de las estaciones, el día, la noche, los eclipses, el origen y el progreso de la humanidad (incidentalmente se mencionan tres edades, de piedra, bronce y hierro), la sociedad, las instituciones políticas y la invención de las diversas artes y ciencias que embellecen y ennoblecen la vida.
- Cosmología (vv. 1-770)

Se abre con un nuevo elogio a Epicuro definido como “dios” ya que fue un sabio por excelencia y fundador de aquellas doctrinas compartidas por Lucrecio (1-54). Posteriormente enuncia su teoría de la mortalidad del mundo, destacando lo que se considera su formación (91-145). El mundo, compuesto de tierra, agua, aire y fuego, nació de la agregación casual de los átomos y no por obra divina, por lo que a su principio le seguirá un fin. Lucrecio niega el concepto de divina providencia, ya que la naturaleza "tan dotada está de culpa" (198-199), y considera sin sentido cualquier temor a los dioses, quienes, ignorantes de la existencia del hombre, no se interesan por sus acciones; de hecho disfrutan de la felicidad eterna y viven fuera del mundo (intermundia) (146-234).
Lucrecio explica el origen de los astros, la Tierra y sus elementos a causa de las combinaciones atómicas azarosas (416-508). Luego argumenta que la Tierra permanece suspendida e inmóvil en el espacio (534-563) y describe el movimiento de los cuerpos celestes (509-563), destacando en particular el Sol y la Luna: el primero tiene su propio calor y luz (592-704), mientras que la cuestión del brillo de la Luna y sus fases se analiza (705-750) junto a las causas de los eclipses. Lucrecio sugiere que podrían ser causados por la intervención de otros cuerpos celestes invisibles o el propio oscurecimiento momentanio de dichos astros (751-770).
Lucrecio enumera múltiples explicaciones de un mismo fenómeno sin seleccionar una como correcta. Respecto al tamaño de los astros, Lucrecio establece que "debe ser tal la apariencia de su forma y figura, que no puedes suponerlas más grandes o más chicas" (564-591). Esto ha llevado a pensar que Lucrecio creía los astros eran pequeños y cercanos a la Tierra.
Gellar-Goad sugiere que en lugar de limitarse a repetir doctrinas equivocadas" Lucrecio "convierte en la tarea de la audiencia didáctica recibir datos de la percepción sensorial y usar las lecciones aprendidas anteriormente en el poema para hacer juicios correctos basados en esos datos [...] lo que implica esa afirmación sobre el tamaño real del sol es una cuestión de juicio y, por lo tanto, falible e incierta".
- Historia de la humanidad (vv. 771-1457)

Otro tema tratado en profundidad es el origen de la vida (771-836) y la historia de la humanidad; de hecho, Lucrecio habla del proceso evolutivo del hombre, desde su primera aparición hasta la civilización (925-1010). La tierra joven y fértil brotó naturalmente con formas de vida. Junto al hombre, otros seres vivos han sido sometidos desde el principio a una "selección natural": todas las especies que ocupaban una posición eminente han perpetuado su linaje, mientras que las que no han podido sobrevivir se han extinguido (837-924). Los hombres primitivos evolucionaron tanto por razones convencionales, como el lenguaje (1028-1090), como por la simple observación del mundo circundante, por ejemplo, el descubrimiento del fuego (1091-1104) y la utilidad de la agricultura (1350-1378). Se atribuye gran importancia a los metales que han garantizado un desarrollo de las capacidades técnicas y cognitivas de la especie; gracias a las enseñanzas de la naturaleza, el hombre pudo descubrir y trabajar los metales como herramientas y como armas (1241-1296). Se expone una teoría contractualista de las leyes y la justicia (1105-1240).
La autoridad suprema se volvía al pueblo entonces y a la muchedumbre: y cada cual el cetro demandaba, el sumo imperio y la soberanía. Eligieron de entre ellos magistrados, que obedecieron voluntariamente: porque el género humano, fatigado de vivir en la dura servidumbre, y con enemistades extenuado, más de su grado recibió las leyes y los justos derechos: pero como el enojo llevase la venganza mucho más lejos de lo que las leyes permiten al presente, se cansaron de la anarquía y las venganzas fieras. De aquí nació el temor de los castigos, que envenena los gustos de la vida: el hombre mismo violento, injusto, queda en sus propios lazos enredado: la iniquidad se vuelve casi siempre contra su mismo autor: gozar no puede de una vida pacífica y tranquila el que viola los sociales pactos (1139-1161).
Por último se trata la comparación entre la civilización primitiva y la actual; surge que, a lo largo del tiempo, el hombre ha preferido satisfacer su bienestar personal además de las necesidades básicas. El ansia de poder, la avaricia de riquezas, las guerras han provocado temores de todo tipo, hasta una degeneración de la sociedad mientras que aquellos incapaces de sobrevivir se han extinguido (1440-1457). Para el autor, el oro es símbolo de corrupción y decadencia moral, por ello considera peor la edad de oro de Hesíodo que la primitiva, anteponiendo los bienes naturales y necesarios a los materiales.[cita requerida]

#### Libro VI
Por último, se analizan algunos de los aspectos naturales más llamativos, especialmente truenos, relámpagos, granizo, lluvia, nieve, hielo, frío, calor, viento, terremotos, volcanes, manantiales y localidades nocivas para la vida, lo que conduce a una discurso sobre las enfermedades. Este último tema introduce una descripción detallada, y magistral, de la plaga que devastó Atenas durante la guerra del Peloponeso.
- Fenómenos meteorológicos y terrestres (vv. 1-1137)

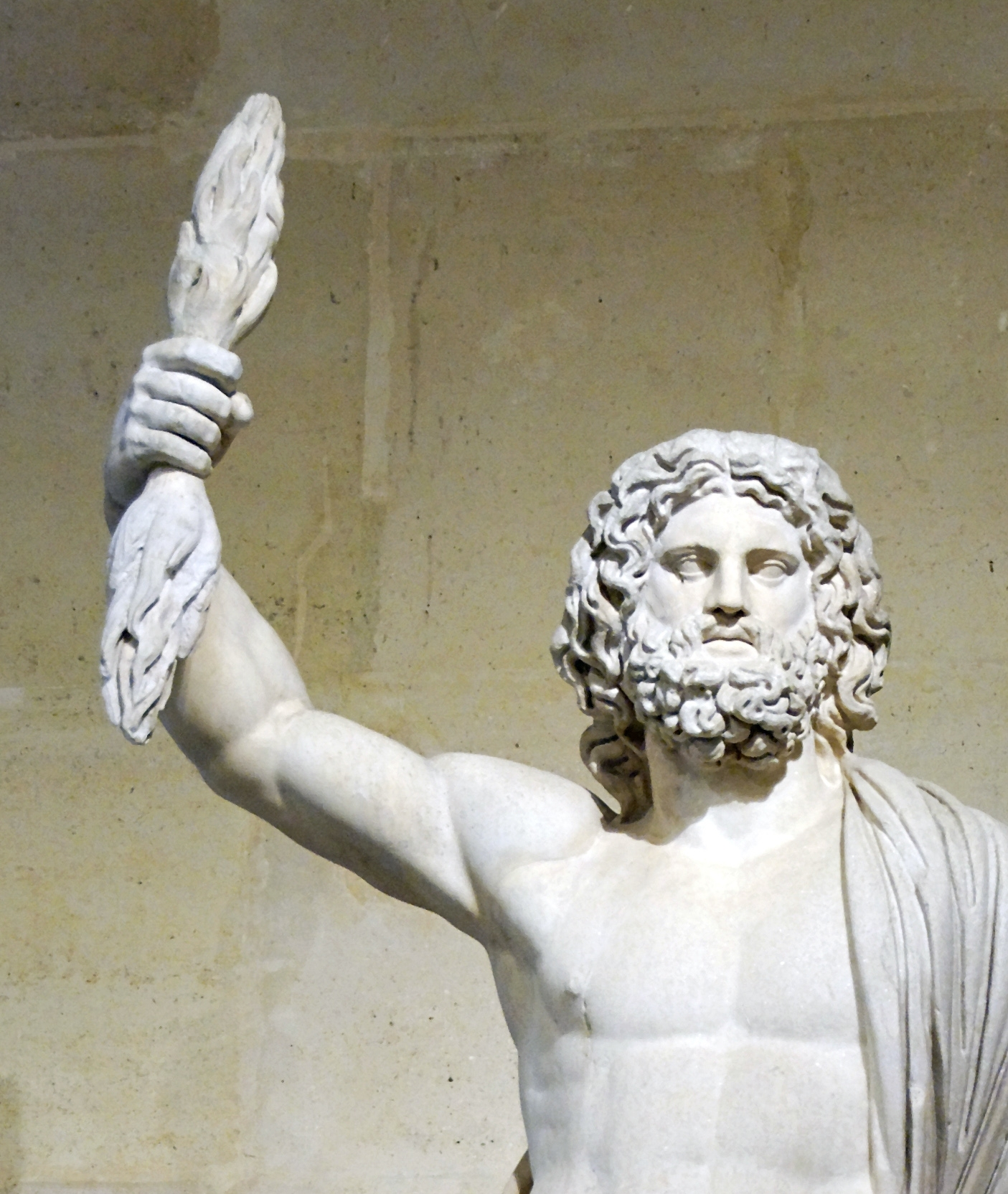
Lucrecio expone el fenómeno del rayo, protagonizado por Júpiter según la creencia común. El poeta ridiculiza la intervención divina.

Lucrecio abre el libro quinto con la exaltación de Atenas y Epicuro que hizo libres a los hombres con sus teorías (1-42). Entonces Lucrecio trata de dar una explicación científica a los fenómenos naturales celestes como relámpagos (160-218), truenos (96-159), lluvia (495-526), torbellinos (423-450) y nubes (451-494); y terrestres como volcanes (Etna) (639-711), los ríos (Nilo) (712-37), terremotos (535-607) y epidemias (1090-1137) porque quiere librar a los hombres de todo temor, especialmente del temor a los dioses (43-95). Lucrecio de hecho, critica a los hombres que, llevados por el miedo a estos fenómenos, los interpretan erróneamente, considerándolos una expresión de la voluntad divina. Al fin y al cabo, "si los rayos son armas lanzadas por Zeus a los malvados humanos, ¿por qué gasta tanta munición en regiones deshabitadas o, cuando lo hace?". El autor ofrece explicaciones sobre las múltiples causas de cada fenómeno natural, extrayendo también ejemplos de la experiencia cotidiana: por ejemplo para explicar cómo se puede ver el relámpago antes de oír el trueno afirma que si vemos un tronco derribado desde lejos sucede que veremos el gesto antes de oír el golpe (165-170). Lucrecio también da su explicación de la atracción magnética de un anillo de magnetita y un trozo de hierro (906-1089):
Con tanta solidez establecidas todas estas verdades proemiales, es fácil explicar lo que buscamos, de suyo descubriéndose la causa de la atracción del hierro: desde luego es preciso que emanen de continuo de la misma substancia de la piedra infinitos corpúsculos, o sea, un activo vapor que con sus golpes dé raridad a aquel aire que media entre el imán y el hierro: cuando encuentran este espacio intermedio ya vacío se dirigen a él en el momento los principios del hierro muy unidos, por lo que todo el cuerpo del anillo sigue la misma dirección: no hay cuerpo que tenga los principios más trabados que los del hierro, este metal tan firme que casi es al calor inaccesible (997-1018).
- La peste de Atenas (vv. 1138-1286)

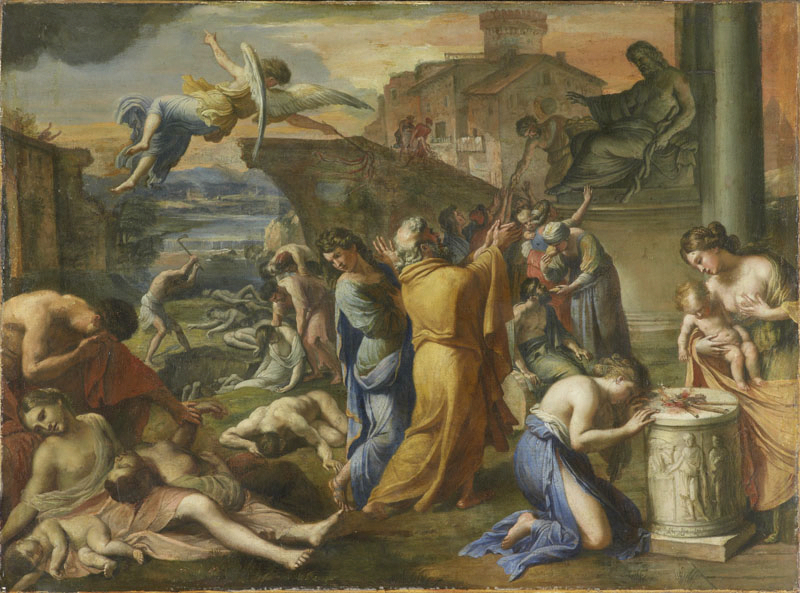
La peste de Atenas por François Perrier.

Luego se sigue una descripción de las epidemias causadas por elementos nocivos en el aire, cultivos y alimentos (1090-1137); en particular, el autor describe la peste de Atenas (430-429 a. C.) como una forma de enfermedad y una exhalación que trae la muerte (1138-1286). Tras señalar el origen de la enfermedad desde las regiones extremas de Egipto, Lucrecio repasa los síntomas con gran precisión, prestando atención también a las repercusiones en el cuerpo: los enfermos tenían "la cabeza con fuego devoraz", "ojos colorados y encendidos", el aliento desprendía un "olor fétido", "las fuerzas del alma se perdían" y tenían hipo frecuente; además del dolor los atormentaba una sensación de angustia y lloraban con incesantes lamentos, se quemaban continuamente y en busca de refrigerio venían a arrojarse a los pozos (205-1229). Lucrecio quiere demostrar que la peste no es expresión de la ira divina sino que es un hecho natural; tanto es así que la enfermedad afecta a todos indiferentemente, tanto a los temerosos, que se han alejado de los enfermos, como a los que en cambio han traído ayuda (1230-1246). Para reforzar este concepto, de las causas naturales más que divinas de la peste, representa la imagen de los santuarios de los dioses llenos de cadáveres (1247-1286). Como han dicho muchos eruditos, Lucrecio sigue la historia de la peste de Tucídides pero demuestra una mayor participación emocional y perspicacia psicológica. Con este episodio, termina el libro; este abrupto final sugiere que Lucrecio podría haber muerto antes de que pudiera finalizar y editar su poema.

## Ideas principales

### Metafísica

#### Falta de intervención divina
Lucrecio atacó apasionadamente la religión popular en su poema filosófico De la naturaleza de las cosas. En este poema, Lucrecio declara que las prácticas religiosas populares no solo no inculcan la virtud, sino que más bien resultan en "fechorías tanto malvadas como impías", citando el mítico sacrificio de Ifigenia como ejemplo. Sostiene que la creación y la providencia divinas son ilógicas, no porque los dioses no existan, sino porque estas nociones son incompatibles con los principios epicúreos de la indestructibilidad y la bienaventuranza de los dioses. Expresa que «afirmar, por lo demás, que los dioses quisieron disponer esta extraordinaria naturaleza del mundo en favor de los hombres... es una locura. Efectivamente, ¿qué ventaja puede dar a los inmortales y bienaventurados nuestra gratitud, de forma que se decidan a hacer cualquier cosa en favor nuestro?» y criticó la divina providencia apelando a males naturales.

«La naturaleza de ninguna forma ha sido hecha por la divinidad mirando por el bien de los hombres: tan dotada está de culpa... ¿Cómo si no es que las estaciones nos traen las distintas enfermedades? ¿Cómo es que la muerte anda rondando las cunas de los niños?»
«Nequaquam nobis divinitus esse paratam naturam rerum: tanta stat praedita culpa... cur anni tempora morbos adportant? quare mors inmatura vagatur?»
Lucrecio, De rerum natura (V.198 - V.221)

Después de que el poema fue redescubierto y recorrió Europa y más allá, numerosos pensadores comenzaron a ver el epicureísmo de Lucrecio como una "amenaza sinónimo de ateísmo". Algunos apologistas cristianos vieron a De rerum natura como un manifiesto ateo y un peligroso contraste que había que frustrar. Sin embargo, en ese momento la etiqueta era extremadamente amplia y no necesariamente significaba una negación de las entidades divinas (por ejemplo, algunas grandes sectas cristianas etiquetaron a los grupos disidentes como ateos). Además, Lucrecio no niega la existencia de deidades; simplemente argumenta que no crearon el universo, que no se preocupan por los asuntos humanos y que no intervienen en el mundo. Independientemente, debido a las ideas expuestas en el poema, muchos vieron gran parte del trabajo de Lucrecio como un desafío directo a la creencia cristiana teísta. La historiadora Ada Palmer ha etiquetado seis ideas en el pensamiento de Lucrecio (a saber, su afirmación de que el mundo fue creado a partir del caos y sus negaciones de la Providencia, la participación divina, los milagros, la eficacia de la oración y la vida después de la muerte) como "proto -ateo". Ella califica su uso de este término, advirtiendo que no debe usarse para decir que Lucrecio era ateo en el sentido moderno de la palabra, ni que el ateísmo es una necesidad teleológica, sino que muchas de sus ideas fueron retomadas. ateos de los siglos XIX, XX y XXI.

#### Repudio a la inmortalidad
De rerum natura no argumenta que el alma no existe; más bien, el poema afirma que el alma, como todas las cosas que existen, está compuesta de átomos, y debido a que estos átomos algún día se separarán, el alma humana no es inmortal. Lucrecio argumenta así que la muerte es simplemente aniquilación y que no hay vida después de la muerte. Él compara el cuerpo físico con un recipiente que contiene tanto la mente (mens) como el espíritu (anima). Para demostrar que ni la mente ni el espíritu pueden sobrevivir independientemente del cuerpo, Lucrecio usa una analogía simple: cuando una vasija se rompe, su contenido se derrama por todas partes; asimismo, cuando el cuerpo muere, la mente y el espíritu se disipan. Y como simple dejar de ser, la muerte no puede ser ni buena ni mala para este ser, ya que un muerto, siendo completamente desprovisto de sensación y de pensamiento, no puede dejar de estar vivo. Para aliviar aún más el miedo a la inexistencia, Lucrecio hace uso del argumento de la simetría: argumenta que el olvido eterno sperar a todos los humanos después de la muerte es exactamente lo mismo que la infinita nada que precedió a nuestro nacimiento. Dado que esa nada (que él compara con un sueño profundo y pacífico) no nos causó dolor ni incomodidad, no debemos temer la misma nada que seguirá a nuestra propia muerte: 
Mire hacia atrás de nuevo: cómo se suceden las edades interminables del tiempo.
Antes de nuestro nacimiento no son nada para nosotros. Este es un espejo 
La naturaleza nos sostiene en la que vemos el tiempo por venir 
Después de que finalmente muramos. ¿Qué hay que parezca tan temible? 

¿Qué es tan trágico? ¿No es más pacífico que cualquier sueño? 
Según la Enciclopedia de Filosofía de Stanford, Lucrecio considera que aquellos que temen a la muerte adoptan la suposición falaz de que estarán presentes en algún sentido "para arrepentirse y lamentar [su] propia inexistencia".

### Epistemología
La epistemología epicúrea sostiene un fuerte empirismo donde los sentidos nunca engañan a los humanos. Lucrecio estimaba que el mundo objetivo es cognoscible y la fuente del conocimiento del mundo exterior son las sensaciones. Los objetos desprenden efluvios de átomos que son captados por los sentidos y producen una imagen (simulacra) de ellos. Estas imágenes se quedan en la mente y forman ideas generales o preconcepciones (notities, anticipatio, praenotio) de los objetos. Frente al escepticismo y otras escuelas que niegan la veracidad de los sentidos, Lucrecio afirma:
No sólo la razón se desplomaría enteramente, sino la vida misma perecería sin dilación, si no nos atreviéramos a fiarnos de los sentidos...
Cualquier afirmación que no sea directamente contraria a la percepción humana tenga la posibilidad de ser verdadera. No obstante, cualquier cosa contraria a la experiencia de una persona puede ser descartada como falsa. De acuerdo con este principio de no contradicción, los epicúreos creían que los eventos en el mundo natural pueden tener múltiples explicaciones, todas igualmente posibles y probables. Lucrecio escribe:

Para algunos fenómenos no bastadar una explicación; antes precisas son otras muchas, para hallar alguna entre ellas verdadera; por lo tanto, si ves tú desde lejos el cadáver de algún hombre tendido sobre el suelo, es preciso decir todas las causas de la mortalidad para que sepas la causa de la muerte de aquel hombre; porque no puedes decidir si ha muerto de muerte dada a hierro o por el frío, o por enfermedad o con veneno; en general sabemos que él ha muerto por una de las causas que he nombrado; mas sólo los testigos oculares pueden decir la causa verdadera: así también estamos indecisos sobre muchos fenómenos que vemos.
Sunt aliquot quoque res quarum unam dicere causam non satis est, verum pluris, unde una tamen sit; corpus ut exanimum siquod procul ipse iacere conspicias hominis, fit ut omnis dicere causas conveniat leti, dicatur ut illius una; nam [ne]que eum ferro nec frigore vincere possis interiisse neque a morbo neque forte veneno, verum aliquid genere esse ex hoc quod contigit ei scimus. item in multis hoc rebus dicere habemus.
Lucrecio, De rerum natura. VI. 1030-1045

Los epicúreos a menudo usaban analogías con la experiencia cotidiana para apoyar su argumento de los llamados "imperceptibles", que incluían todo lo que un ser humano no puede percibir, como el movimiento de los átomos. Por ejemplo, Lucrecio cita las motas de polvo visibles por la luz solar, el desgaste gradual de los anillos por el uso, las estatuas por los besos, las piedras por las gotas de agua y los caminos por ser transitados como evidencia de la existencia de partículas diminutas e imperceptibles; y cita la porosidad de las rocas, la digestión de los alimentos, la savia que desprenden los árboles y el sonido que atraviesa muros como demostración del vacío en los cuerpos físicos.

### Física
Sostuvo que podía liberar a la humanidad del miedo a las deidades demostrando que todas las cosas ocurren por causas naturales sin la intervención de las deidades. Lucrecio llama al estudio de la naturaleza en todas sus manifestaciones con el nombre de fisiología, la rerum natura, pero "niega importancia al estudio de la astronomía y elimina las matemáticas del currículo de estudio". Los historiadores de la ciencia han criticado las limitaciones de su enfoque epicúreo de la ciencia, especialmente en lo que respecta a temas astronómicos, que relegó a la clase de objetos "poco claros".
 

Por lo tanto, comenzó su discusión afirmando que él:
explique por qué fuerzas la naturaleza dirige los cursos del Sol y los viajes de la Luna, de modo que no supongamos que corren sus carreras anuales entre el cielo y la tierra por su propia voluntad [es decir, son dioses mismos] o que son rodado en cumplimiento de algún plan divino... 
Sin embargo, cuando se dispuso a poner en práctica este plan, se limitó a mostrar cómo uno o varios relatos naturalistas diferentes podían explicar ciertos fenómenos naturales. No pudo decirles a sus lectores cómo determinar cuál de estas alternativas podría ser la verdadera. Por ejemplo, al considerar la razón de los movimientos estelares, Lucrecio ofrece dos posibles explicaciones: que el cielo mismo gira o que el cielo en su conjunto está estacionario mientras las constelaciones se mueven. Si esto último es cierto, señala Lucrecio, esto se debe a que: "o corrientes rápidas de éter dan vueltas y vueltas y hacen rodar sus fuegos a lo largo de las regiones nocturnas del cielo"; "una corriente externa de aire de algún otro lado puede hacerlos girar en su curso"; o "pueden nadar por sí mismos, cada uno respondiendo a la llamada de su propia comida, y alimentar sus cuerpos ardientes en los amplios pastos del cielo". Lucrecio concluye que "una de estas causas ciertamente debe operar en nuestro mundo... Pero establecer cuál de ellas está más allá del alcance de nuestro tambaleante progreso".
Similarmente a la física aristotélica, el tiempo es medida del movimiento. No existe "por sí mismo aparte del movimiento de las cosas o de su inmovilidad reparadora", es un accidente de un accidente, a diferencia del espacio, que su existencia es independiente de la materia y del movimiento.
A pesar de su defensa del empirismo y sus muchas conjeturas correctas sobre el atomismo y la naturaleza del mundo físico, Lucrecio concluye su primer libro enfatizando lo absurdo de la (por entonces bien establecida) teoría de la tierra redonda, favoreciendo en cambio una cosmología de la tierra plana. Lucrecio cuestionó la Tierra esférica al encontrar absurda la idea de animales andando boca abajo en las antípodas. Acorde a la cosmología epicúrea, la Tierra no era el centro del cosmos y la forma de la Tierra era plana a consecuencia de la caída natural hacia abajo de los átomos.
Basándose en estos y otros pasajes, William Stahl consideró que "el carácter anómalo y derivado de las partes científicas del poema de Lucrecio hace razonable concluir que su importancia debe juzgarse como poeta, no como científico". Sus explicaciones naturalistas estaban destinadas a reforzar las ideas éticas y filosóficas del epicureísmo, no a revelar verdaderas explicaciones del mundo físico.

#### Clinamen

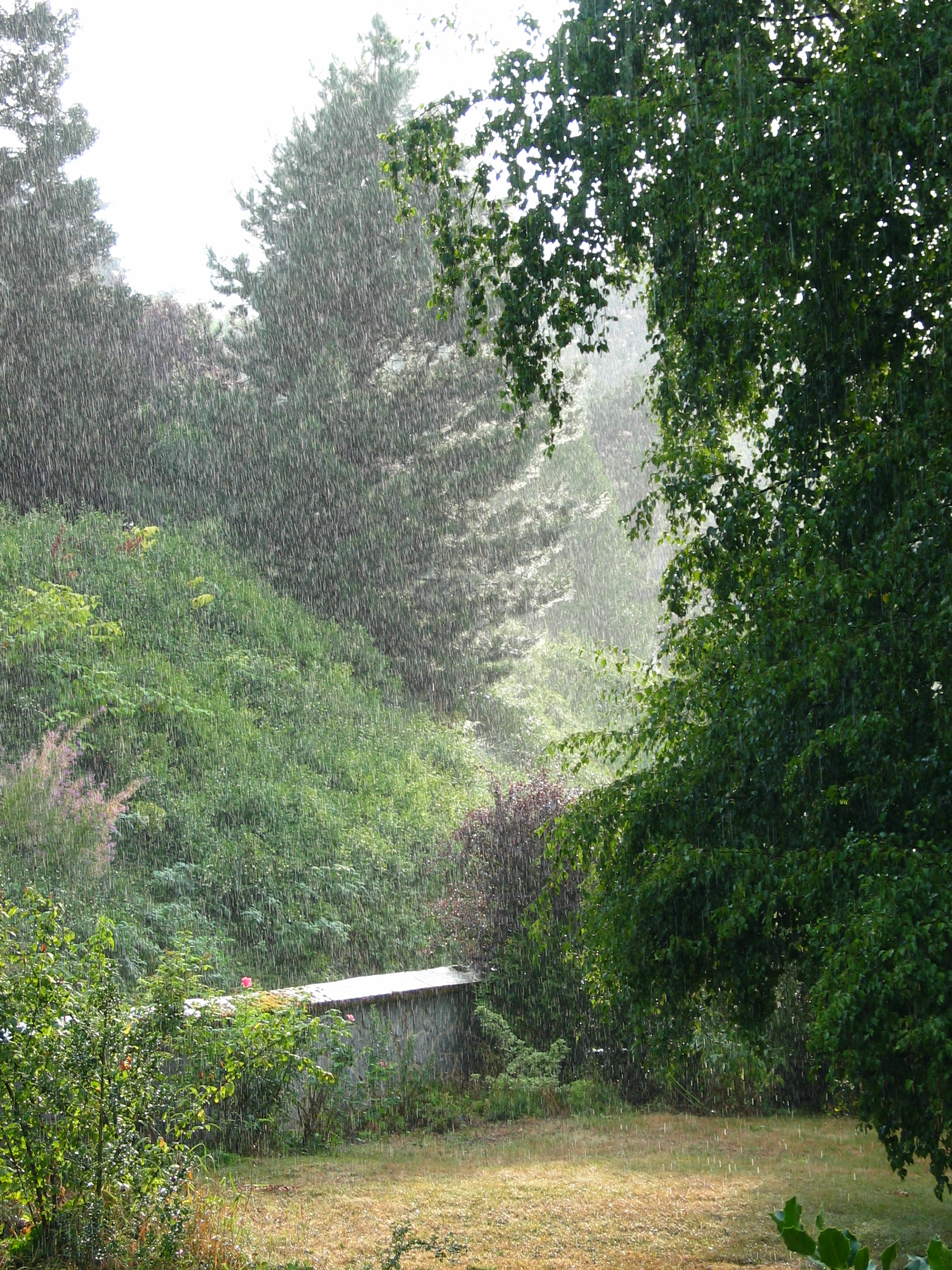
Lucrecio argumenta sin el desvió de los átomos, estos paralelamente como gotas de la lluvia. El clinamen sirve como archē de las colisiones atómicas y justificación del libre albedrío.

El determinismo parece entrar en conflicto con el concepto de libre albedrío (libera voluntas). Lucrecio intenta permitir el libre albedrío en su universo fisicalista postulando una tendencia indeterminista de los átomos a desviarse aleatoriamente (en latín: clinamen, literalmente "el desvío de una cosa", pero a menudo traducido como "desvío", "viraje" o "giro"). Según Lucrecio, este desvío impredecible no se produce en ningún lugar o momento fijo:
Cuando los átomos se mueven hacia abajo a través del vacío por su propio peso, se desvían un poco en el espacio en un momento bastante incierto y en lugares inciertos, lo suficiente como para que se pueda decir que su movimiento ha cambiado. Pero si no tuvieran la costumbre de desviarse, caerían todas directamente por las profundidades del vacío, como gotas de lluvia, y no se produciría ninguna colisión, ni se produciría ningún golpe entre los átomos. En ese caso, la naturaleza nunca habría producido nada. 
Este desvío proporciona la indeterminación que, según Lucrecio, permite el "libre albedrío que tienen los seres vivos en todo el mundo" (libera per terras... haec animantibus exstat... voluntas).

### Ética
Aunque De rerum natura es una obra dedicada a la física, Lucrecio escribe "como un completo epicúreo, ofreciendo a su lector no solo una comprensión cosmológica sino también la receta completa para la felicidad". El poema ensalza la tranquilidad y el placer (voluptas) de la vida tranquila alcanzable para todo el mundo y a Epicuro como salvador al presentar el verdadero camino para la felicidad ahuyentando el miedo a la muerte y la superstición de los dioses:
Oh tú que de la vasta oscuridad fuiste el primero en levantar
Una luz brillante, iluminando las bendiciones de la vida,
Oh gloria de la raza griega, eres tú a quien sigo,
Trazando en tus huellas claramente marcadas mis propios pasos firmes,
No como un rival contendiente, pero por amor, pues anhelo imitarte.
¿Por qué la golondrina debe competir con el cisne?
¿Por qué un niño pequeño con extremidades delgadas

se atrevería a igualar los pasos con un corcel poderoso?
El espíritu tiene deseos innecesarios como la avaricia, la ambición y el honor que deben ser rechazados. Lucrecio hace referencia en su poema a las tres primeras máximas de tetrafármaco epicúreo: "No temas a los dioses, No te preocupes por la muerte; Lo que es bueno es fácil de conseguir, lo que es terrible es fácil de soportar".

### Evolución y origen de la civilización
Lucrecio siguió a Empédocles en De rerum natura, donde propuso un mecanismo evolutivo predarwiniano sin ninguna intervención sobrenatural. Toda la historia de la civilización, según Lucrecio, puede leerse como el vano intento manejar nuestros deseos para poder disfrutarlos mejor porque con cada avance se reemplazarla un dolor por otro. Lucrecio describe que al principio los seres humanos eran solitarios y no podían comunicarse. Con el descubrimiento del fuego y el surgimiento de la familia tendieron a unirse para defenderse de los peligros naturales y desarrollaron técnicas como la agricultura y el lenguaje. Debido a ello, se crearon naciones con el propósito de mejorar la claridad de vida y comunicación.
Lucrecio continuó la metáfora moral de las Tres edades de los metales, sin embargo, reemplazó la decadencia moral con el concepto de progreso, que concibió como el crecimiento de un ser humano individual. El poeta habló de forma pesimista acerca del progreso de la civilización porque "cada avance elimina una fuente de dolor para reemplazarla por otra". Por eso son necesarias las doctrinas de Epicuro "enseñándonos cómo manejar nuestros deseos hasta el punto en que podamos disfrutar de su satisfacción genuina y duradera".

### Amor romántico
Lucrecio tenía una visión hostil acerca del amor romántico como "una enfermedad muy peligrosa, sobre todo, para el equilibrio mental del ser humano". Recomendó huir de esas imágenes idealizadas del amor, que provocan efectos negativos al ser humano.

Las dulzuras de Venus no renuncia aquél que huye de amor: por el contrario, coge sus frutos solo sin disgusto. Gozan siempre las almas racionales de un deleite purísimo y seguro, mejor que los amantes desgraciados, que al mismo tiempo de gozar fluctúan sobre el hechizo de su amor incierto. No saben do fijar ojos y manos; aprietan con furor entre sus brazos el objeto primero que agarraron, le molestan muchísimo, y sus dientes clavan cuando le besan en los labios, Porque no tienen un deleite puro; secretamente son aguijoneados a maltratar aquel objeto vago que motivó su frenesí rabioso: pero Venus mitiga los dolores gozando del amor suavemente, y con blando placer las llagas cura. Pues los amantes tienen esperanza de que aquel mismo cuerpo que ha inflamado su pecho en amor ciego, puede él mismo apagar el incendio que ha movido; pero se opone la naturaleza: y es la única pasión de cuyos goces con bárbaro apetito se arde el pecho; pues el hambre y la sed se satisfacen fácilmente por dentro repartidos bebidas y alimentos en los miembros, y se pueden pegar a ciertas partes. Pero un semblante hermoso y peregrino, sólo deja gozar en nuestro cuerpo ligeros simulacros que arrebata miserable esperanza por los aires. Así como un sediento busca en sueños el agua ansiosamente, y no la encuentra, para apagar el fuego de su cuerpo, y sólo da con simulacros de agua, y con vana fatiga de sed muere bebiendo en un río caudaloso; del mismo modo engaña a los amantes Venus con simulacros: ni la vista de un cuerpo hermoso hartura puede darlos, ni quitar de sus miembros delicados alguna parte pueden con sus manos que inciertas manosean todo el cuerpo.
Nec Veneris fructu caret is qui vitat amorem, sed potius quae sunt sine poena commoda sumit; nam certe purast sanis magis inde voluptas quam miseris; etenim potiundi tempore in ipso fluctuat incertis erroribus ardor amantum nec constat quid primum oculis manibusque fruantur. quod petiere, premunt arte faciuntque dolorem corporis et dentes inlidunt saepe labellis osculaque adfigunt, quia non est pura voluptas et stimuli subsunt, qui instigant laedere id ipsum, quod cumque est, rabies unde illaec germina surgunt. sed leviter poenas frangit Venus inter amorem blandaque refrenat morsus admixta voluptas. namque in eo spes est, unde est ardoris origo, restingui quoque posse ab eodem corpore flammam. quod fieri contra totum natura repugnat; unaque res haec est, cuius quam plurima habemus, tam magis ardescit dira cuppedine pectus. nam cibus atque umor membris adsumitur intus; quae quoniam certas possunt obsidere partis, hoc facile expletur laticum frugumque cupido. ex hominis vero facie pulchroque colore nil datur in corpus praeter simulacra fruendum tenvia; quae vento spes raptast saepe misella. ut bibere in somnis sitiens quom quaerit et umor non datur, ardorem qui membris stinguere possit, sed laticum simulacra petit frustraque laborat in medioque sitit torrenti flumine potans, sic in amore Venus simulacris ludit amantis, nec satiare queunt spectando corpora coram nec manibus quicquam teneris abradere membris possunt errantes incerti corpore toto.
Lucrecio, De rerum natura. IV. 1076-1104

## Historia del texto

### De la Antigüedad a la Edad Media

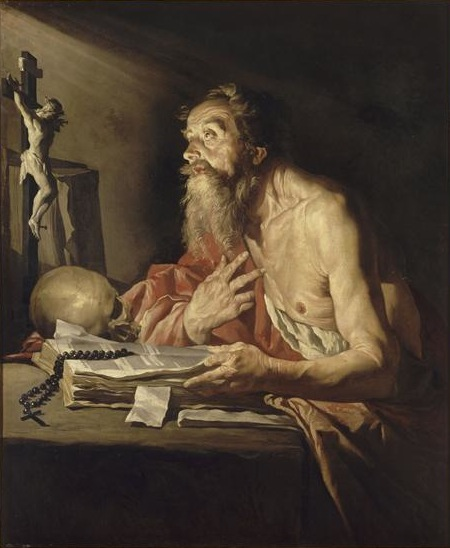
San Jerónimo sostuvo en su Chronicon que Cicerón enmendó y editó De rerum natura. Esta afirmación se ha debatido y la mayoría de los eruditos piensan que fue un error por parte de Jerónimo.

Martin Ferguson Smith señala que el amigo íntimo de Cicerón, Tito Pomponio Ático, era un editor epicúreo, y es posible que sus esclavos hicieran las primeras copias de De rerum natura. Si este fuera el caso, entonces podría explicar cómo Cicerón llegó a familiarizarse con el trabajo de Lucrecio. En c. 380 d. C., San Jerónimo sostendría en su Chronicon que Cicerón enmendó y editó De rerum natura, aunque la mayoría de los eruditos argumentan que esta es una afirmación errónea; el clasicista David Butterfield sostiene que este error probablemente fue cometido por Jerónimo (o sus fuentes) porque la primera referencia a Lucrecio se encuentra en la carta de Cicerón antes mencionada. Sin embargo, una pequeña minoría de estudiosos sostiene que la afirmación de Jerónimo puede ser creíble.
Los supuestos fragmentos más antiguos de De rerum natura fueron publicados por K. Kleve en 1989 y constan de dieciséis fragmentos. Estos restos fueron descubiertos entre la biblioteca epicúrea en la Villa de los Papiros en Herculano. Debido a que, como señala W. H. D. Rouse, "los fragmentos son tan diminutos y llevan tan pocas letras identificables", en este momento "parece perdonable y prudente cierto escepticismo sobre la autoría propuesta". Sin embargo, Kleve sostiene que cuatro de los seis libros están representados en los fragmentos, lo que, según él, es una razón para suponer que el poema completo se guardó una vez en la biblioteca. Si el poema de Lucrecio se colocara definitivamente en la Villa de los Papiros, sugeriría que fue estudiado por la escuela epicúrea napolitana.
Se conservaron copias del poema en varias bibliotecas medievales, y los primeros manuscritos existentes datan del siglo IX. El más antiguo, y, según David Butterfield, el más famoso, es el Codex Oblongus, a menudo llamado O. Esta copia data de principios del siglo IX y fue producida por un scriptorium carolingio (probablemente un monasterio conectado a la corte de Carlomagno). O se encuentra actualmente en la Universidad de Leiden. El segundo de estos manuscritos del siglo IX es el Codex Quadratus, a menudo llamado Q. Este manuscrito probablemente fue copiado después de O, en algún momento a mediados del siglo IX. Hoy, Q también se encuentra en la Universidad de Leiden.El tercer y último manuscrito del siglo IX, que comprende el fragmento de Schedae Gottorpienses (comúnmente llamado G y ubicado en la Kongelige Bibliotek de Copenhague) y los fragmentos de Schedae Vindobonenses (comúnmente llamados V y U y ubicados en la Biblioteca Nacional de Austria en Viena), fue bautizada por Butterfield como S y data de la última parte del siglo IX. Los estudiosos consideran que los manuscritos O, Q y S son descendientes del arquetipo original, al que denominan Ω. Sin embargo, aunque O es un descendiente directo del arquetipo, se cree que Q y S se derivaron de un manuscrito (Ψ) que a su vez se derivó de una versión dañada y modificada del arquetipo (ΩI).

### Redescubrimiento al presente

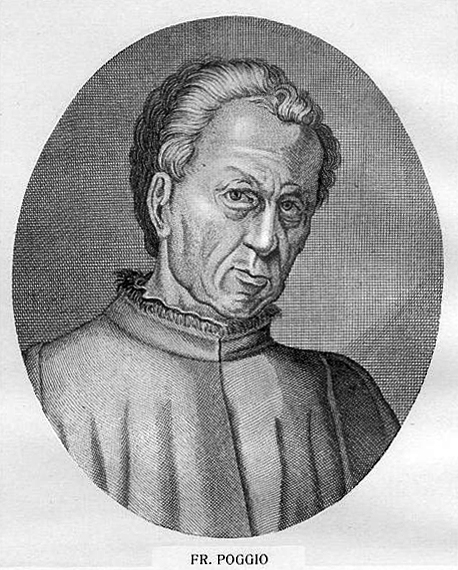
De rerum natura fue redescubierto por Poggio Bracciolini c. 1416-1417.

Si bien existe un puñado de referencias a Lucrecio en fuentes románicas y germánicas que datan entre los siglos IX y XV (referencias que, según Ada Palmer, "indican un conocimiento tenaz, aunque irregular, del poeta y algún conocimiento de [su] poema"), actualmente no sobreviven manuscritos de De rerum natura de este lapso de tiempo. Más bien, todos los manuscritos lucrecianos restantes que existen actualmente datan del siglo XV o después. Esto se debe a que De rerum natura fue redescubierto en enero de 1417 por Poggio Bracciolini, quien probablemente encontró el poema en la biblioteca benedictina de Fulda. El manuscrito que descubrió Poggio no sobrevivió, pero sí una copia (el "Codex Laurentianus 35.30") del amigo de Poggio, Niccolò Niccoli, y hoy se conserva en la Biblioteca Laurenciana de Florencia.
Maquiavelo hizo una copia temprano en su vida. Molière produjo una traducción en verso que no sobrevive; John Evelyn tradujo el primer libro.
El erudito italiano Guido Billanovich demostró que el poema de Lucrecio era bien conocido en su totalidad por Lovato Lovati (1241-1309) y algunos otros prehumanistas paduanos durante el siglo XIII. Esto prueba que la obra era conocida en círculos selectos mucho antes del redescubrimiento oficial por parte de Bracciolini. Se ha sugerido que Dante (1265-1321) pudo haber leído el poema de Lucrecio, ya que algunos versos de su Divina Comedia exhiben una gran afinidad con De rerum natura, pero no hay evidencia concluyente para esta hipótesis.
La primera edición impresa de De rerum natura se produjo en Brescia, Lombardía, en 1473. Poco después siguieron otras ediciones impresas. Además, aunque solo se publicó en 1996, la traducción de Lucy Hutchinson de De rerum natura fue con toda probabilidad la primera en inglés y probablemente se completó en algún momento a fines de la década de 1640 o 1650.

## Recepción

### Antigüedad clásica

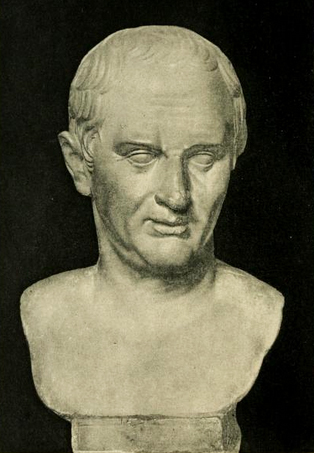
Muchos eruditos creen que Cicerón hizo referencia o aludió a Lucrecio y su poema.

La primera crítica registrada de la obra de Lucrecio se encuentra en una carta escrita por el estadista romano Cicerón a su hermano Quinto, en la que el primero afirma que la poesía de Lucrecio está "llena de brillantez inspirada, pero también de gran maestría" (Lucreti poemata, ut scribis, ita sunt, multis luminibus ingeni, multae tamen artis).
También se cree que el poeta romano Virgilio hizo referencia a Lucrecio y su obra en el segundo libro de sus Geórgicas cuando escribió: "Feliz el que ha descubierto las causas de las cosas y ha arrojado bajo sus pies todos los temores, el destino ineludible y el estruendo del inframundo devorador" (felix qui potuit rerum cognoscere causas / atque metus omnis et inexorabile fatum / subiecit pedibus strepitumque Acherontis avari). Según David Sedley de la Enciclopedia de Filosofía de Stanford, "Con estas palabras de admiración, Virgilio resume claramente cuatro temas dominantes del poema: la explicación causal universal, que conduce a la eliminación de las amenazas que el mundo parece plantear, una reivindicación del libre albedrío y la refutación de la supervivencia del alma después de la muerte".
Es casi seguro que Lucrecio fue leído por el poeta imperial Marco Manilio (fl. Siglo I d. C.), cuyo poema didáctico Astronomica (escrito c. 10-20 d. C.) alude a De rerum natura en varios lugares. Sin embargo, el poema de Manilio propugna una comprensión estoica y determinista del universo, y por su propia naturaleza ataca los fundamentos filosóficos de la cosmovisión de Lucrecio. Esto ha llevado a académicos como Katharina Volk a argumentar que "Manilio es un verdadero anti-Lucrecio". Es más, Manilio también parece sugerir a lo largo de este poema que su obra es superior a la de Lucrecio. (Casualmente, De rerum natura y Astronomica fueron redescubiertas por Poggio Bracciolini a principios del siglo XV.)
Además, la obra de Lucrecio es discutida por el poeta augusto Ovidio, quien en sus Amores escribe "los versos del sublime Lucrecio perecerán solo cuando un día traerá el fin del mundo" (Carmina sublimis tunc sunt peritura Lucreti / exitio terras cum dabit una dies), y el poeta de la Edad de Plata Estacio, quien en su Silvae elogia a Lucrecio por ser muy "erudito". David Butterfield también escribe que se pueden detectar "ecos claros y/o respuestas" a De rerum natura en las obras de los poetas elegíacos romanos Catulo, Propercio y Tibulo, así como el poeta lírico Horacio.
Con respecto a los escritores en prosa, algunos citan el poema de Lucrecio o expresan gran admiración por De rerum natura, incluido Vitruvio (en De Architectura), Veleyo Patérculo (en Historiae Romanae), Quintiliano (en la Institutio Oratoria), Tácito (en el Dialogus de oratoribus), Marco Cornelio Frontón (en De eloquentia), Cornelio Nepote (en la Vida de Ático), Apuleyo (en De Deo Socratis), y Cayo Julio Higino (en Fabulae). Además, Plinio el Viejo enumera a Lucrecio (presumiblemente refiriéndose a su De rerum natura) como fuente al comienzo de su Naturalis Historia, y Séneca citó seis pasajes de De rerum natura en varias de sus obras.

### Antigüedad tardía y Edad Media
Debido a que Lucrecio criticó la religión y la afirmación de un alma inmortal, su poema fue menospreciado por la mayoría de los primeros Padres de la Iglesia. El apologista cristiano primitivo Lactancio, en particular, cita y critica en gran medida a Lucrecio en su Institutiones divinae y en su Epitome, así como en su De ira Dei. Si bien argumentó que las críticas de Lucrecio a la religión romana eran "ataques sólidos contra el paganismo y la superstición", Lactancio afirmó que eran inútiles contra la "verdadera fe" del cristianismo. Lactancio también menosprecia la ciencia de De rerum natura (así como del epicureísmo en general), llama a Lucrecio "el más inútil de los poetas" (poeta inanissimus), señala que es incapaz de leer más que unas pocas líneas de De rerum natura sin reírse, y pregunta sarcásticamente: "¿Quién pensaría que [Lucrecio] tenía un cerebro cuando dijo estas cosas?"
Después de la época de Lactancio, los Padres de la Iglesia hacían referencia o aludía casi exclusivamente a Lucrecio de manera negativa. La única gran excepción a esto fue Isidoro de Sevilla, quien a principios del siglo VII produjo una obra sobre astronomía e historia natural dedicada al rey visigodo Sisebuto que se tituló De natura rerum. Tanto en este trabajo como en sus Etymologiae más conocidas (c. 600-625 d. C.), Isidoro cita generosamente a Lucrecio un total de doce veces, extrayendo versos de todos los libros de Lucrecio excepto el tercero. (Alrededor de un siglo después, el historiador y Doctor de la Iglesia Beda produjo una obra también llamada De natura rerum, en parte basada en la obra de Isidoro pero aparentemente ignorante del poema de Lucrecio.)

### Renacimiento hasta el presente

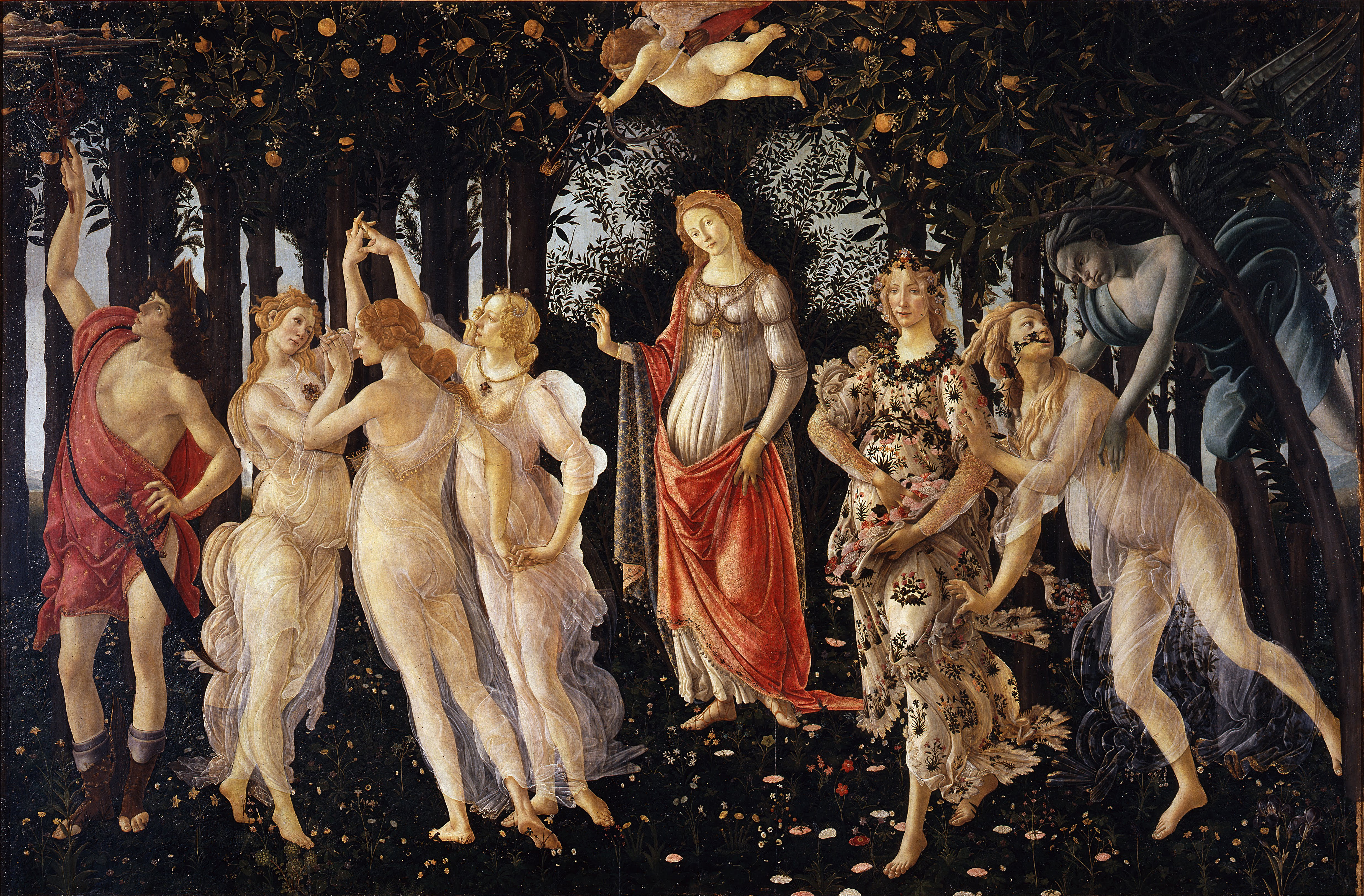
La primavera de Sandro Botticelli. Probablemente inspirado de un fragmento del poema de Lucrecio.

Michel de Montaigne poseía una edición en latín publicada en París, en 1563, por Denis Lambin, que anotó abundantemente. Sus Ensayos contienen casi un centenar de citas de De rerum natura. Además, en su ensayo "De los libros", enumera a Lucrecio junto con Virgilio, Horacio y Catulo como sus cuatro poetas principales. Es citado por Giordano Bruno en De l'infinito, universo e mondi (1584) y en otras de sus obras para ilustrar las ideas acerca de la pluralidad de los mundos y la homogeneidad de la materia terrestre y celestial, tratados en el Libro I por Lucrecio.
Pierre Gassendi lo prosifica y comenta en su Syntagma (1658), obra leída por Newton y Boyle. Thomas Jefferson, autoproclamado epicúreo, poseía numerosas ediciones del poema. Julien Offray de La Mettrie también citaba la obra de Lucrecio. Las ideas lucrecianas fueron apreciadas durante la Ilustración, pero el poema siguió influyendo en los autores románticos, siendo admirado por Shelley, Swinburne, Tennyson o Victor Hugo, y considerado por Leopardi la prima voce de la edad latina. Ya en el siglo XX reivindican y divulgan a Lucrecio Henri Bergson, André Gide, entre otros.
Las figuras notables que poseían copias incluyen a Ben Jonson, cuya copia se encuentra en la Biblioteca Houghton, Harvard; y Thomas Jefferson, que poseía al menos cinco ediciones latinas y traducciones al inglés, italiano y francés.
Lucrecio también ha tenido una marcada influencia en la filosofía moderna, como quizás el expositor más completo del pensamiento epicúreo. Su influencia es especialmente notable en la obra del filósofo hispanoamericano George Santayana, quien elogió a Lucrecio —junto con Dante y Goethe— en su libro Tres poetas filosóficos, aunque admiraba abiertamente el sistema de física del poeta más tanto como sus cavilaciones espirituales (refiriéndose a estas últimas como "tímidas, tímidas y tristes"). Santayana considera a Lucrecio como "el auténtico creador del materialismo científico y el verdadero fundador del epicureísmo", así como el representante "del modo de pensar del mundo antiguo grecorromano y de los grandes genios que protagonizaron la revolución científica y la exaltación de la libertad del Renacimiento y la Edad Moderna". Su teoría materialista del origen del lenguaje fue citada por el antropóogo Lewis Henry Morgan en su obra Ancient Society.
Martin Ferguson Smith en la introducción de su traducción del poema de 1969 comentó que es "uno de los mejores poemas del mundo no solo por su valor artístico sino porque está también lleno de pasión y fervor y emoción: el poeta... pone todo su corazón y su alma a la vez que su poder intelectual en su escritura, y eso es principalmente el porqué la obra nos sigue llamando la atención y todavía palpita vida y emoción".

## Interpretaciones

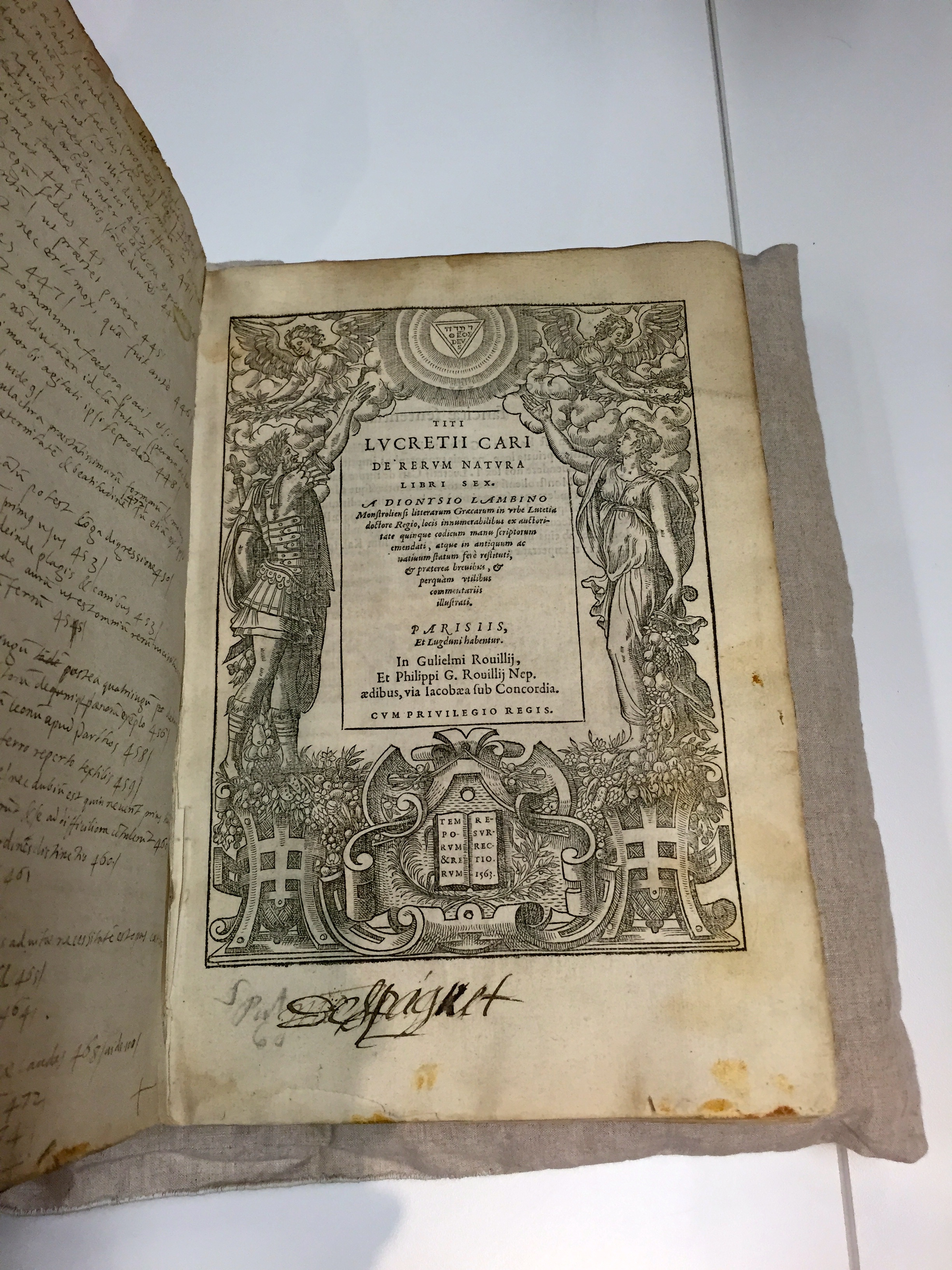
Copia de De rerum natura firmada por Michel de Montaigne (1563).

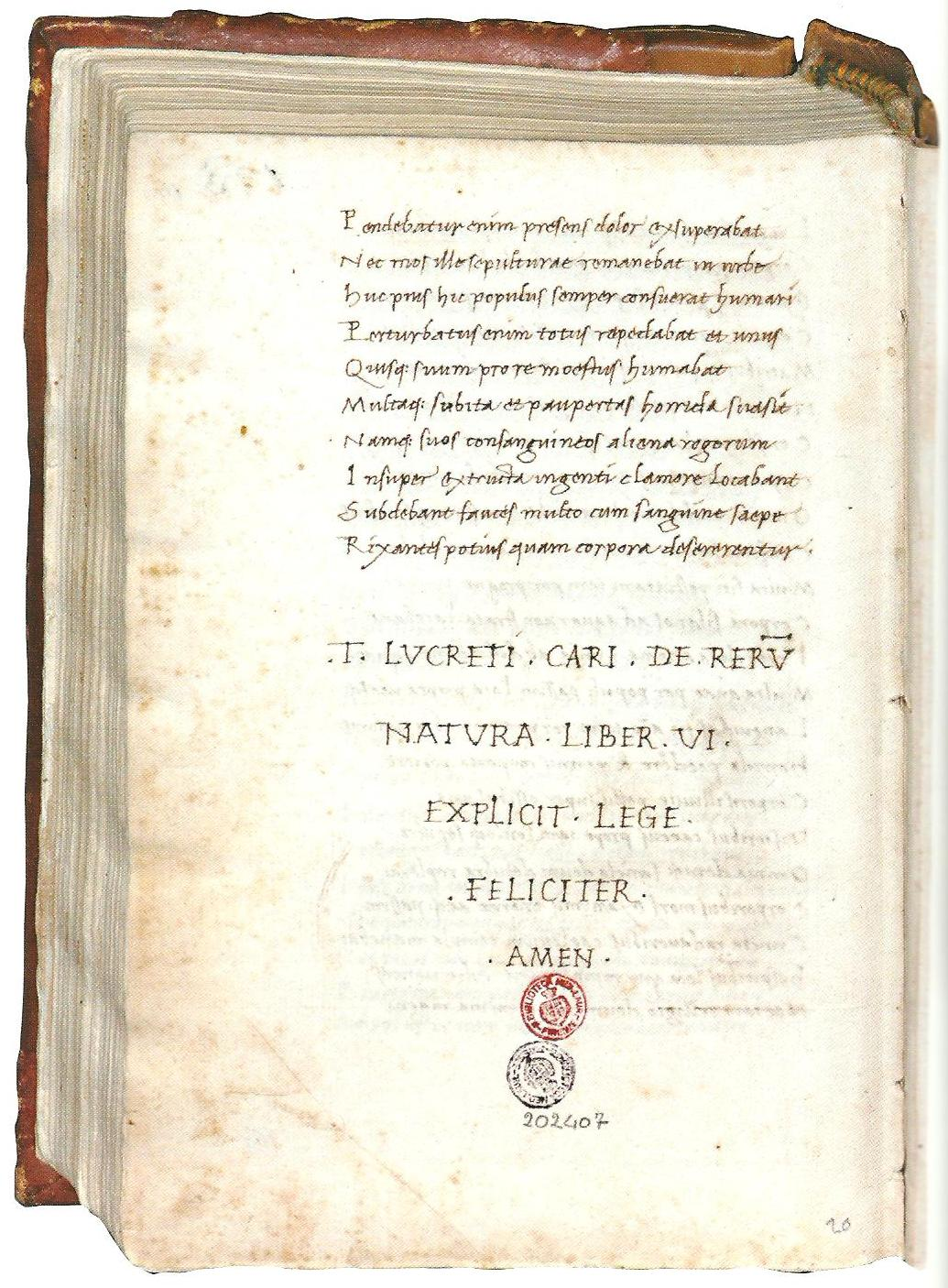
Éxcipit del "De rerum natura", transcrito por Niccolò Niccoli, amigo de Poggio Bracciolini.

De las múltiples descripciones que se han hecho del poema, pocas son tan luminosas como la realizada por el filósofo y físico Michel Serres. En su libro El nacimiento de la física en el texto de Lucrecio, Serres sostiene que el poema de Lucrecio no es un texto de metafísica, ni de filosofía moral, sino exactamente una física. Es más, no se trata simplemente que el poema sea una física matemática y experimental como la nuestra - con modelos, experiencias y aplicaciones-, se trata de que es exactamente nuestra física, no tanto la que se inaugura con Galileo y culmina con Newton, sino más bien la que estamos comenzando a hacer hoy mismo, a partir de experiencias como las de Einstein, Heisenberg o Prigogine. El historiador Richard Carrier sugiere que si se interpreta el texto como hacen apoligistas con respecto a sus libros sagrados sobre predicciones proféticas de hechos científicos el poema de Lucrecio predice un gran cantidad de ellos, como: la existencia del átomo (I.265-328), la ley de inercia (II.62-166, II.184-332), los fotones (II.144-156), la teoría de la evolución (II.1150-1156, V.790-836), el ciclo del agua (VI.495-523), la teoría de la relatividad (I.459-463, II.308-332), el indeterminismo cuántico (II.216-293) y movimiento browniano (II.112-141).
Hay algunos rasgos que han hecho pensar que la obra quedó inacabada, sobre todo por la repetición de pasajes. El propio proemio es una repetición casi exacta de una digresión poética intercalada en el libro I (926-950). Las repeticiones en Lucrecio son comunes pero esta repetición es algo excepcional por su extensión desusada y la ausencia de motivación: probablemente en una última revisión hubieran sido eliminados. Además el enlace entre el proemio y el cuerpo presenta unas repeticiones e incoherencias a primera vista inexplicables. Durante mucho tiempo se pensó que esto se debía a unos fallos de los copistas. Pero Mewaldt (1908) postuló que ahí no había nada que retocar. Lo que ocurría era que la primera redacción (v. 26-44) enlazaba el libro IV con el III, mientras que la segunda (v. 45-53) lo hacía con el libro II. La explicación natural sería que Lucrecio había escrito dos exordios diferentes, en diferentes etapas de su trabajo. Aunque el trabajo de Mewaldt tardó unos años en llegar a las ediciones de De rerum natura, inició una nueva era en los estudios lucrecianos.
Stephen Greenblatt, en su libro El giro: de cómo un manuscrito olvidado contribuyó a crear el mundo moderno, ganador de la edición de 2012 del Premio Pulitzer General de No-Ficción y en 2011 del Premio Nacional del Libro de no ficción, cuenta la historia de cómo Poggio Bracciolini, un enviado papal del siglo XV, bibliófilo y buscador de libros, descubrió la última copia de la obra del poeta romano Lucrecio, De la naturaleza de las cosas, lo que supuso la reintroducción de las ideas importantes que provocaron la Edad Moderna. Según Greenblatt: "La reaparición del poema fue un viraje, una desviación imprevista de la trayectoria directa, en este caso, hacia el olvido, en la que ese poema y su filosofía parecían estar viajando." La recuperación del texto antiguo se ve como su renacimiento, es decir, un "renacimiento". El reclamo de Greenblatt es que fue un "momento clave" en una historia más grande... de cómo el mundo se desvió en una nueva dirección."

## Traducciones al español
El carácter ateo del poema didáctico de Lucrecio hizo su traducción al español sumamente difícil y peligrosa para los humanistas. Se animaron a ello a fines del siglo XVIII Santiago Saiz o Sáez, rey de armas de Su Majestad, del que ha quedado su versión en prosa, así como José "Abate" Marchena, en endecasílabos blancos, la que más ediciones ha conocido. A fines del siglo XIX se hizo una versión rigurosa y completa, en prosa, debida a Manuel Rodríguez-Navas («Naturaleza de las cosas. Versión en prosa del poema De rerum natura», editada en Madrid por Agustín Auvrial). Las versiones del mismo siglo de Matías Sánchez (1832), del presbítero Antonio Llodrá, anterior a 1812, y la de Javier de Burgos se han perdido.[cita requerida] Otros autores, si bien no tradujeron el poema, demuestran haberlo leído y sufrido su influjo en su propia obra, como Gabriel Císcar y su «Poema físico-astronómico» (1828). 
En todas estas traducciones, las polémicas de la época marcaron en gran medida la fidelidad de su interpretación. Así el vocablo religio es traducido por Marchena como fanatismo y por Císcar, más moderadamente, como superstición.
Ya en el siglo XX, pueden mencionarse la versión bilingüe de Lisandro Alvarado (De la naturaleza de las cosas, Caracas: Ávila Gráfica S.A., 1950; 2.ª ed. Ministerio de Educación, 1958 y 3.ª Editorial de la Universidad Simón Bolívar, 1982), los dos volúmenes de la versión bilingüe de Eduardo Valentí Fiol (De la Naturaleza, Barcelona: Alma Mater, 1961), es también muy notable la versión rítmica del poeta mexicano Rubén Bonifaz Nuño de 1984; la de Ismael Roca Meliá (La naturaleza, Madrid: Akal, 1992), la crítica y rítmica (en hexámetros acentuales) de Agustín García Calvo (De rerum natura. De la realidad, Zamora, Editorial Lucina, 1997, 2.ª edición corregida, 2019), la de Miguel Castillo Bejarano (La naturaleza de las cosas, Madrid: Alianza Editorial, 2003) y la de Francisco Socas Gavilán (La naturaleza, Madrid: Editorial Gredos S. A., 2003 y 2010).

## Galería

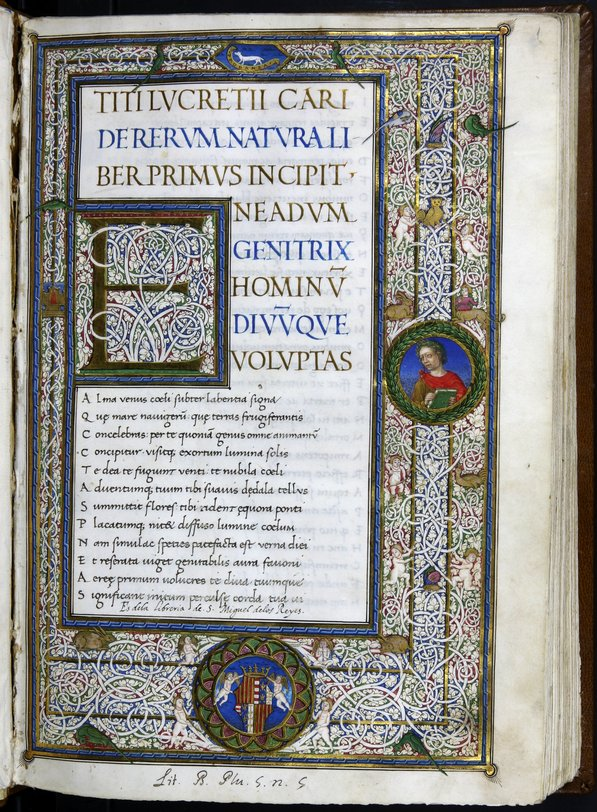
Copia de "De rerum natura" (1475-1494) de Fernando de Aragón, duque de Calabria.
Copia de "De rerum natura" (1570).
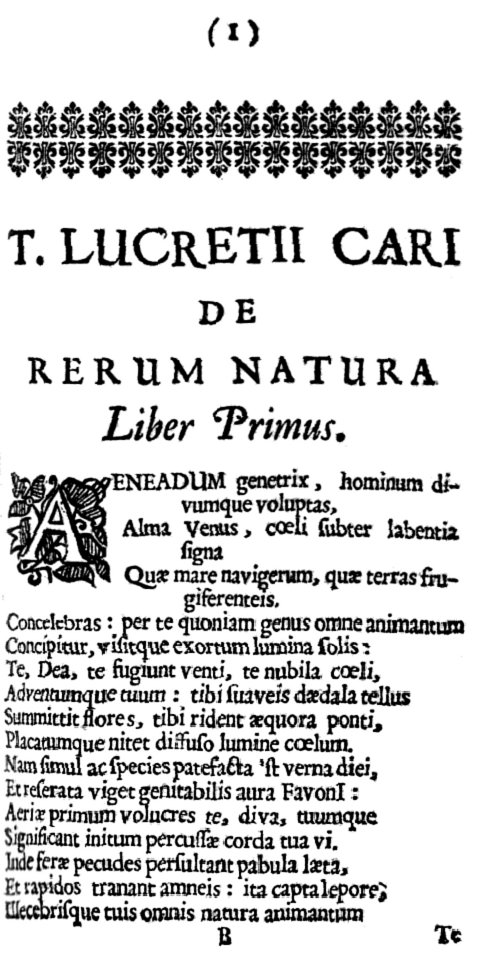
Copia de "De rerum natura" (1675), editado por Tanneguy Le Fèvre.
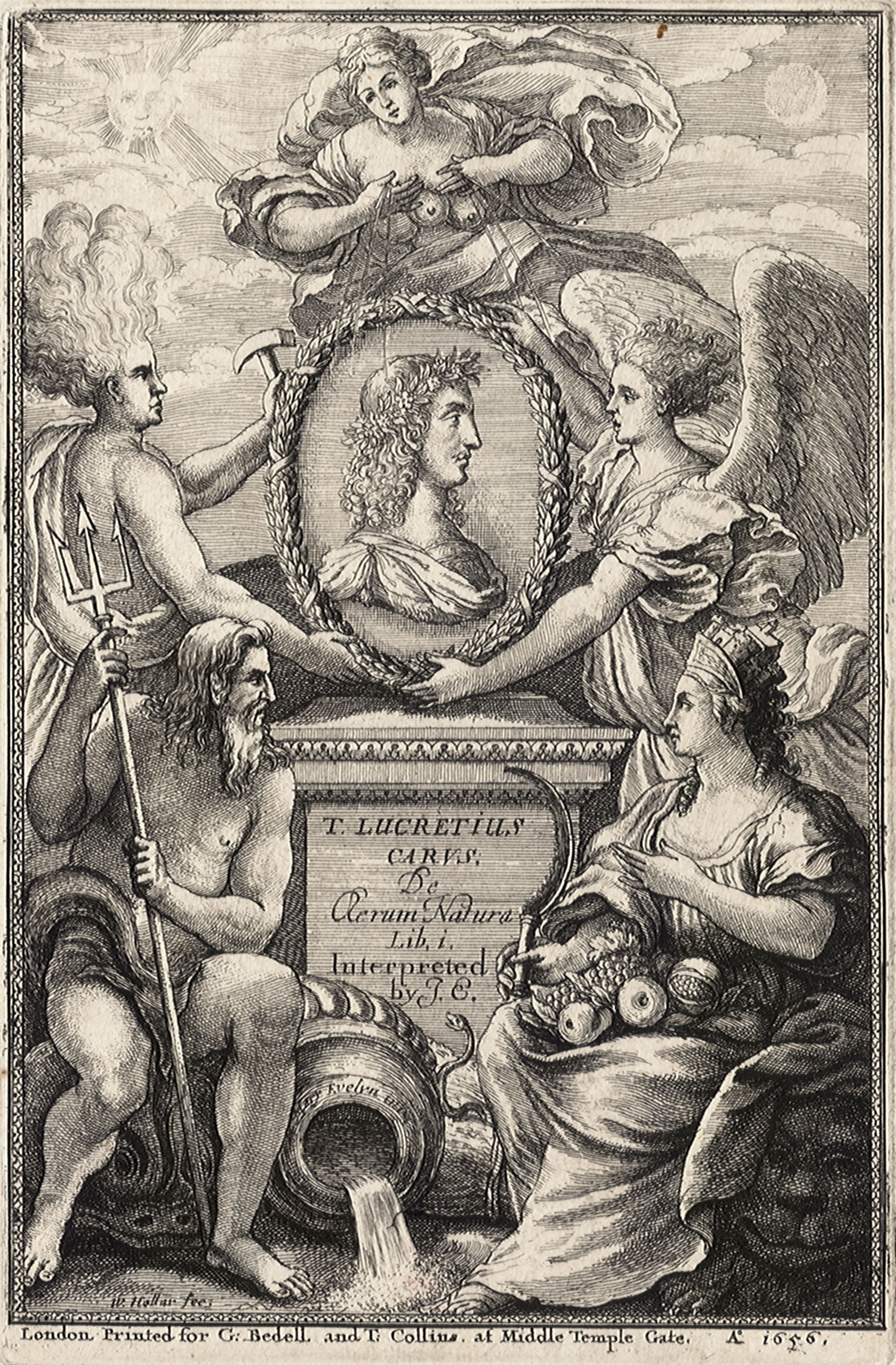
Frontispicio de una copia de "De rerum natura" (1607-1677) por Václav Hollar.
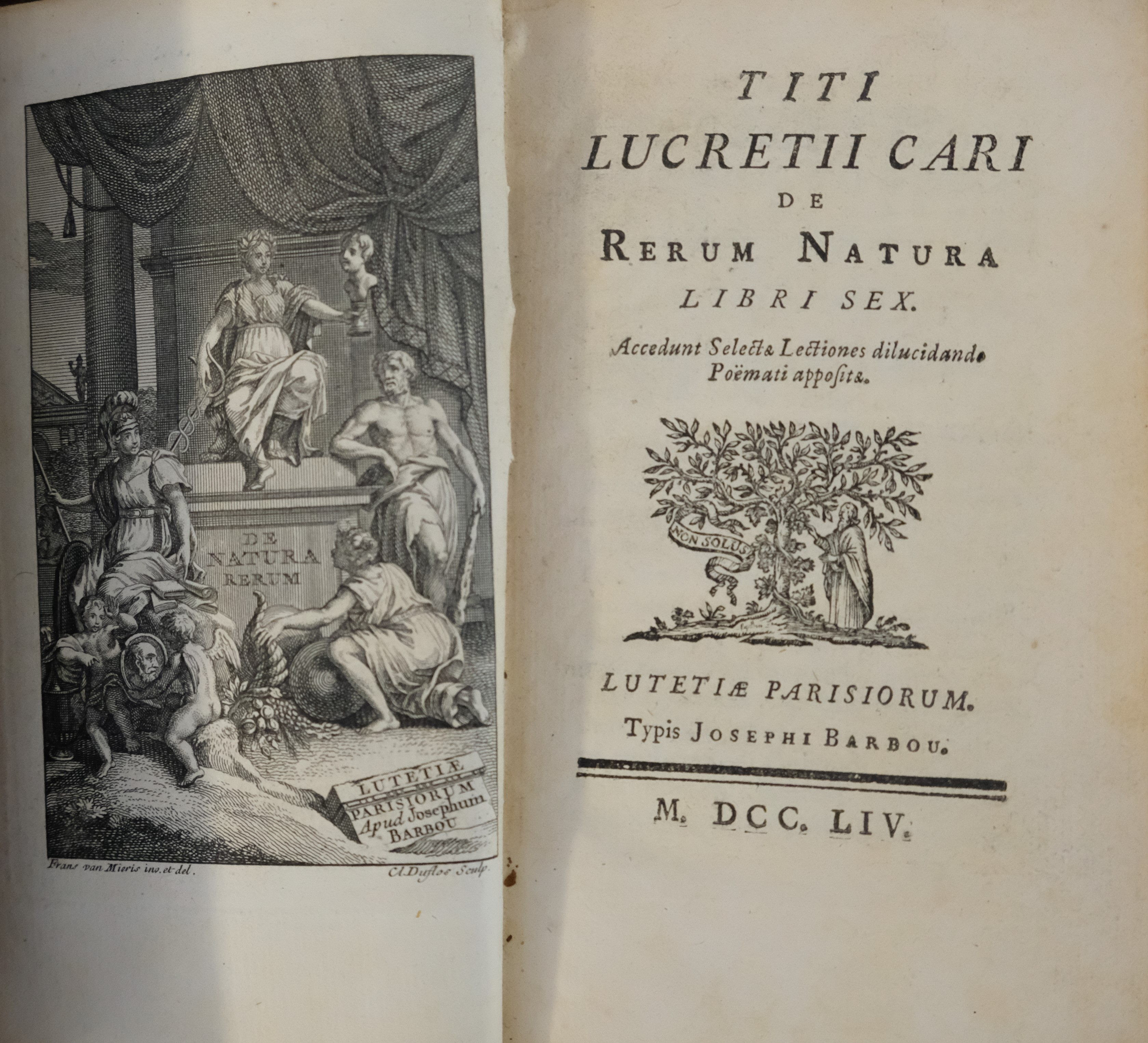
Frontispicio de una copia de "De rerum natura" (1754).

## Ediciones
- Lucrecio Caro, Tito.; Gaultier, Philippe; Rouillé, Guillaume; Lambinus, Dionisius (1563). Titi Lucretii Cari De rerum natura libri sex. De rerum natura. in Gulielmi Rouillij et Philippi G. Rouillij Nep. aedibus ...

### En español
- Lucrecio. De rerum natura. De la Realidad. Edición crítica del texto latino y versión rítmica de Agustín García Calvo. 2ª ed. corregida, Editorial Lucina. Zamora. ISBN 978-84-85708-46-8.
- Lucrecio (2016). La naturaleza de las cosas (Miguel Castillo Bejarano, trad.) (2ª ed edición). Alianza Editorial. ISBN 978-84-9104-426-0. OCLC 960385871.
- Lucrecio (2012). De rerum natura. De la naturaleza. Prefacio Stephen Greenblatt. Traducción, prólogo y notas Eduard Valentí Fiol. Barcelona: Editorial Acantilado. ISBN 978-84-15689-17-1.
- Lucrecio (2010). La Naturaleza. Traducción de Francisco Socas Gavilán. Madrid: Editorial Gredos. ISBN 978-84-249-1538-4.
- Lucrecio (2003). La Naturaleza. Traducción de Francisco Socas Gavilán. Madrid: Editorial Gredos. ISBN 978-84-249-2683-0.
- Lucrecio (1997). De rerum natura - De la realidad. Edición crítica (en latín) y versión rítmica (en castellano) de Agustín García Calvo. Zamora: Editorial Lucina. ISBN 84-85708-46-6.
- Lucrecio (1984). De la Natura de las cosas. Int., trad. ed. Rubén Bonifaz Nuño, México, UNAM, 1984. Biblioteca Scriptorum Graecorum et Romanorum Mexicana, ISBN 968-837-079-7
- Lucrecio (1984). De la naturaleza de las cosas (Abate Marchena, trad.). Orbis. ISBN 8475307795. OCLC 47139029.
- Lucrecio (1983). De la Naturaleza de las Cosas (Traducción de José Marchena -Abate Marchena-, introducción de Agustín García Calvo, Notas de Domingo Plácido). Editorial Cátedra. ISBN 84-376-0413-3.
- Lucrecio. De la Naturaleza de las cosas. Nueva traducción española. (Edición bilingüe). Traducción de Lisandro Alvarado (Presentación de Carlos Felice Cardot). Caracas: Ávila Gráfica S.A., 1950. (Edición póstuma; reeditado en 1958 como Volumen 6 de las Obras Completas de Lisandro Alvarado).
- Lucrecio. (1918). De la naturaleza de las cosas. Poema en seis cantos, de Tito Lucrecio Caro; traducido por D. José Marchena (Abate Marchena), Madrid, Librería de Hernando y Compañía, 1918, (Publicación virtual: Alicante: Biblioteca Virtual Miguel de Cervantes, 1999].
- Lucrecio (1892). Naturaleza de las cosas: Versión en prosa del poema «De rerum natura» (Manuel Rodríguez-Navas, trad.). Madrid: Imprenta de Agustín Avrial.

### En inglés
- Lucretius. On the Nature of Things: De rerum natura. Anthony M. Esolen, transl. Baltimore: The Johns Hopkins Univ. Pr., 1995. ISBN 0-8018-5055-X
- Lucretius. On the Nature of the Universe. R. E. Latham, transl. London: Penguin Books, 1994. ISBN 0-14-044610-9.
- Lucretius. On the Nature of Things (Loeb Classical Library n.º 181). W. H. Rouse, transl., rev. by M. F. Smith. Cambridge, Mass.: Harvard Univ. Pr., 1992, reprint with revisions of the 1924 edition. ISBN 0-674-99200-8.
- Lucretius. On the Nature of Things (Hackett Classics Series). Martin Ferguson Smith, transl. Indianapolis, Ind.: Hackett Publishing Co., 2001. ISBN 0-87220-587-8. (Review; responses to the review)